# Llista de topònims de Sants, Hostafrancs i la Bordeta
Llista de topònims (noms propis de lloc) dels barris administratius de Sants, Sants-Badal, Hostafrancs i la Bordeta, o sigui, tots el del districte de Sants-Montjuïc per sobre de la Gran Via, a Barcelona.
Informació actualitzada per un bot. Els canvis manuals es perdran quan s'actualitzi!

## carrer
| imatge | Nom                             | Ubicat a | instància de    | Detalls                                     | coordenades                                                                 | Protecció | Commons (més fotos)             | Dades a WD                    |
| ------ | ------------------------------- | --- | --------------- | ------------------------------------------- | --------------------------------------------------------------------------- | --------- | ------------------------------- | ----------------------------- |
|        | Gran Via de les Corts Catalanes | Barcelona la Marina de Port la Bordeta la Font de la Guatlla Hostafrancs Montjuïc la Nova Esquerra de l'Eixample Sant Antoni l'Antiga Esquerra de l'Eixample Dreta de l'Eixample Fort Pienc el Parc i la Llacuna del Poblenou el Clot el Poblenou Sant Martí de Provençals Provençals del Poblenou la Verneda i la Pau el Besòs i el Maresme | carrer avinguda | Llarg: 13.1km Anomenat per: Corts Catalanes | 41° 22′ 50″ N, 2° 09′ 24″ E / 41.380638888889°N,2.1565833333333°E Barcelona |           | Gran Via de les Corts Catalanes | Modifica les dades a Wikidata |
|        | Rambla de Badal                 | Sants Sants-Badal la Bordeta Barcelona | carrer          |                                             | 41° 22′ 05″ N, 2° 08′ 00″ E / 41.367985°N,2.13343°E                         |           | Rambla de Badal                 | Modifica les dades a Wikidata |
|        | Rambla del Brasil               | Barcelona Sants Sants-Badal | carrer          |                                             | 41° 22′ 42″ N, 2° 07′ 46″ E / 41.378197222222°N,2.1295638888889°E           |           |                                 | Modifica les dades a Wikidata |
|        | avinguda de Josep Tarradellas   | Barcelona Sants la Nova Esquerra de l'Eixample les Corts l'Antiga Esquerra de l'Eixample | carrer          | Anomenat per: Josep Tarradellas i Joan      | 41° 23′ 11″ N, 2° 08′ 34″ E / 41.386252777778°N,2.14265°E                   |           | Avinguda de Josep Tarradellas   | Modifica les dades a Wikidata |
|        | avinguda de Madrid              | Barcelona Sants Sants-Badal les Corts la Maternitat i Sant Ramon | carrer          | Llarg: 1.2km Anomenat per: Madrid           | 41° 22′ 44″ N, 2° 07′ 42″ E / 41.378972222222°N,2.1283861111111°E           |           | Avinguda de Madrid, Barcelona   | Modifica les dades a Wikidata |
|        | camí de la Cadena               | la Bordeta | carrer          | Estat: enderrocat o destruït                | 41° 22′ 02″ N, 2° 08′ 10″ E / 41.367119444444°N,2.1361055555556°E           |           |                                 | Modifica les dades a Wikidata |
|        | carrer de Berlín                | Barcelona Sants les Corts | carrer          |                                             | 41° 23′ 01″ N, 2° 08′ 24″ E / 41.38372°N,2.14003°E                          |           |                                 | Modifica les dades a Wikidata |
|        | carrer de Sants                 | Barcelona Sants | carrer          |                                             | 41° 22′ 32″ N, 2° 07′ 58″ E / 41.37555556°N,2.13277778°E                    |           | Carrer de Sants (Barcelona)     | Modifica les dades a Wikidata |
|        | carrer de Tarragona             | Barcelona Hostafrancs la Nova Esquerra de l'Eixample | carrer          | Llarg: 700m Anomenat per: Tarragona         | 41° 22′ 42″ N, 2° 08′ 44″ E / 41.3784°N,2.1455°E                            |           | Carrer de Tarragona, Barcelona  | Modifica les dades a Wikidata |
|        | carrer de la Creu Coberta       | Barcelona Hostafrancs | carrer          | Anomenat per: Creu Coberta                  | 41° 22′ 31″ N, 2° 08′ 44″ E / 41.37521°N,2.14562°E                          |           | Carrer Creu Coberta             | Modifica les dades a Wikidata |
|        | carrer de la Riera Blanca       | Barcelona l'Hospitalet de Llobregat la Maternitat i Sant Ramon Sants-Badal la Bordeta | carrer          | Anomenat per: Riera Blanca                  | 41° 22′ 18″ N, 2° 07′ 38″ E / 41.371790897387754°N,2.1271361716767214°E     |           | Carrer de la Riera Blanca       | Modifica les dades a Wikidata |
|        | carretera de la Bordeta         | Barcelona Hostafrancs | carrer          |                                             | 41° 22′ 24″ N, 2° 08′ 41″ E / 41.37342107704944°N,2.1448485961103043°E      |           |                                 | Modifica les dades a Wikidata |

## casa
| imatge | Nom                                   | Ubicat a                             | instància de             | Detalls                                                             | coordenades                                                                                        | Protecció                                                               | Commons (més fotos)           | Dades a WD                    |
| ------ | ------------------------------------- | ------------------------------------ | ------------------------ | ------------------------------------------------------------------- | -------------------------------------------------------------------------------------------------- | ----------------------------------------------------------------------- | ----------------------------- | ----------------------------- |
|        | Can Batllori                          | Sants-Montjuïc Sants                 | casa                     | Estil: arquitectura eclèctica                                       | 41° 22′ 31″ N, 2° 08′ 17″ E / 41.375194688822°N,2.13804845081377°E                                 | bé amb protecció urbanística                                            |                               | Modifica les dades a Wikidata |
|        | Can Ros de Mayol                      | Sants                                | casa Ús: edifici escolar | Estil: arquitectura eclèctica                                       | 41° 22′ 22″ N, 2° 08′ 09″ E / 41.37287°N,2.13594°E ca:Sagunt, 90-94                                | bé integrant del patrimoni cultural català bé amb protecció urbanística | Can Ros de Mayol              | Modifica les dades a Wikidata |
|        | Casa Bienvenido Olivella              | Sants-Montjuïc la Bordeta Barcelona  | casa edifici residencial | Arquitecte: Ignasi Mas i Morell Estil: noucentisme                  | 41° 22′ 14″ N, 2° 08′ 02″ E / 41.37064743041992°N,2.1339330673217773°E ca:Riera de Tena, 16        | bé amb protecció urbanística                                            |                               | Modifica les dades a Wikidata |
|        | Casa Caterina Pons, Vda. Ferrer       | Sants-Montjuïc Hostafrancs           | casa                     | Estil: arquitectura eclèctica                                       | 41° 22′ 33″ N, 2° 08′ 37″ E / 41.3757919042332°N,2.14369324023868°E                                | bé amb protecció urbanística                                            |                               | Modifica les dades a Wikidata |
|        | Casa Consegal                         | Sants-Montjuïc Sants Barcelona       | casa edifici residencial | Estil: modernisme català arquitectura eclèctica                     | 41° 22′ 47″ N, 2° 08′ 03″ E / 41.37977981567383°N,2.1342759132385254°E ca:Galileu, 134             | bé amb protecció urbanística                                            |                               | Modifica les dades a Wikidata |
|        | Casa Constança Cros                   | Sants-Montjuïc Sants                 | casa                     | Arquitecte: Josep Masdéu i Puigdemasa Estil: arquitectura eclèctica | 41° 22′ 24″ N, 2° 08′ 17″ E / 41.3732074297688°N,2.13816727608906°E ca:Almeria, 24                 | bé amb protecció urbanística                                            |                               | Modifica les dades a Wikidata |
|        | Casa Domènec Vila i Jané              | Sants-Montjuïc Sants Barcelona       | casa edifici residencial | Estil: arquitectura eclèctica modernisme català                     | 41° 22′ 32″ N, 2° 08′ 03″ E / 41.3756453923949°N,2.13422324294981°E ca:Sants, 132 / Blanco, 19     | bé amb elements d'interès bé amb protecció urbanística                  |                               | Modifica les dades a Wikidata |
|        | Casa Esperança Capdevila              | Sants-Montjuïc Sants                 | casa                     | Estil: arquitectura eclèctica                                       | 41° 22′ 31″ N, 2° 08′ 02″ E / 41.375274923486°N,2.13394332101375°E ca:Sants, 133                   | bé amb elements d'interès bé amb protecció urbanística                  |                               | Modifica les dades a Wikidata |
|        | Casa Francesc Puig i Galceran         | Sants-Montjuïc Sants                 | casa                     | Estil: arquitectura eclèctica                                       | 41° 22′ 31″ N, 2° 07′ 59″ E / 41.3752944429595°N,2.13317594297123°E                                | bé amb elements d'interès bé amb protecció urbanística                  |                               | Modifica les dades a Wikidata |
|        | Casa Jaume Massó                      | Sants-Montjuïc Sants-Badal Barcelona | casa edifici residencial | Estil: arquitectura eclèctica modernisme català                     | 41° 22′ 32″ N, 2° 07′ 42″ E / 41.37568283081055°N,2.1283369064331055°E ca:Sants, 250-252           | bé amb elements d'interès bé amb protecció urbanística                  |                               | Modifica les dades a Wikidata |
|        | Casa Joaquim Pau i Badia              | Sants-Montjuïc Barcelona Sants       | casa edifici residencial | Estil: arquitectura eclèctica modernisme català                     | 41° 22′ 31″ N, 2° 08′ 00″ E / 41.37531°N,2.13332°E ca:Sants, 141                                   | bé amb elements d'interès bé amb protecció urbanística                  | Casa Joaquim Pau i Badia      | Modifica les dades a Wikidata |
|        | Casa José Orobitx                     | Sants-Montjuïc Hostafrancs           | casa                     | Estil: arquitectura eclèctica                                       | 41° 22′ 33″ N, 2° 08′ 36″ E / 41.3757031288299°N,2.14331119830022°E                                | bé amb protecció urbanística                                            |                               | Modifica les dades a Wikidata |
|        | Casa Juan Ferrer i Rosell             | Sants-Montjuïc Hostafrancs           | casa                     | Estil: historicisme arquitectònic                                   | 41° 22′ 30″ N, 2° 08′ 40″ E / 41.3748697275122°N,2.14443976190329°E                                | bé amb protecció urbanística                                            |                               | Modifica les dades a Wikidata |
|        | Casa Manuel i Tomas Baviera i Baviera | Sants-Montjuïc Sants                 | casa                     | Estil: arquitectura eclèctica                                       | 41° 22′ 31″ N, 2° 08′ 09″ E / 41.3752092585575°N,2.13591427206038°E                                | bé amb protecció urbanística                                            |                               | Modifica les dades a Wikidata |
|        | Casa Maria Mollevá i Aguilera         | Sants-Montjuïc Sants                 | casa                     | Estil: arquitectura eclèctica                                       | 41° 22′ 31″ N, 2° 08′ 02″ E / 41.375297674888°N,2.13382822548126°E ca:Sants, 135 / Sant Jordi, 1-3 | bé amb elements d'interès bé amb protecció urbanística                  | Casa Maria Mollevá i Aguilera | Modifica les dades a Wikidata |
|        | Casa Teresa Munné                     | Sants-Montjuïc Sants                 | casa                     | Estil: arquitectura eclèctica                                       | 41° 22′ 33″ N, 2° 08′ 13″ E / 41.3759529008883°N,2.13692841167725°E                                | bé amb elements d'interès bé amb protecció urbanística                  |                               | Modifica les dades a Wikidata |
|        | Casa Tomas Munsech i Alberich         | Sants-Montjuïc Sants                 | casa                     | Estil: arquitectura eclèctica                                       | 41° 22′ 31″ N, 2° 08′ 00″ E / 41.375260144421°N,2.13342915487355°E                                 | bé amb elements d'interès bé amb protecció urbanística                  |                               | Modifica les dades a Wikidata |
|        | Casa dels Pollets                     | Hostafrancs                          | casa                     | Estil: arquitectura popular Estat: enderrocat o destruït            | 41° 22′ 31″ N, 2° 08′ 50″ E / 41.37527°N,2.14734°E ca:Creu Coberta, 26                             |                                                                         | Casa dels Pollets             | Modifica les dades a Wikidata |
|        | Casa Álvaro Capdevila i Amigó         | Sants-Montjuïc Sants                 | casa                     | Estil: arquitectura eclèctica                                       | 41° 22′ 31″ N, 2° 08′ 03″ E / 41.3752783785817°N,2.13408823966703°E ca:Sants, 129                  | bé amb elements d'interès bé amb protecció urbanística                  |                               | Modifica les dades a Wikidata |

## conjunt urbà
| imatge | Nom                                 | Ubicat a                            | instància de                    | Detalls                       | coordenades                                                                                   | Protecció                    | Commons (més fotos) | Dades a WD                    |
| ------ | ----------------------------------- | ----------------------------------- | ------------------------------- | ----------------------------- | --------------------------------------------------------------------------------------------- | ---------------------------- | ------------------- | ----------------------------- |
|        | Casetes del Carrer Hartzenbusch     | Barcelona la Bordeta Sants-Montjuïc | conjunt urbà                    | Estil: arquitectura popular   | 41° 22′ 15″ N, 2° 08′ 05″ E / 41.370811462402344°N,2.134660005569458°E ca:Hartzenbusch, 15-35 | bé amb protecció urbanística |                     | Modifica les dades a Wikidata |
|        | Conjunt del Carrer Olzinelles       | Barcelona la Bordeta                | conjunt urbà                    | Estil: arquitectura eclèctica | 41° 22′ 14″ N, 2° 08′ 15″ E / 41.370582580566406°N,2.1375811100006104°E ca:Olzinelles, 90-107 |                              |                     | Modifica les dades a Wikidata |
|        | Conjunt del Carrer Toledo           | Sants-Montjuïc la Bordeta           | conjunt urbà                    | Estil: arquitectura eclèctica | 41° 22′ 14″ N, 2° 08′ 08″ E / 41.3705867993695°N,2.13549795268415°E                           | bé amb protecció urbanística |                     | Modifica les dades a Wikidata |
|        | Conjunt del carrer Sugranyes        | Barcelona Sants-Badal               | conjunt urbà                    | Estil: arquitectura eclèctica | 41° 22′ 25″ N, 2° 07′ 44″ E / 41.37348175048828°N,2.1288559436798096°E ca:Sugranyes           |                              |                     | Modifica les dades a Wikidata |
|        | conjunt del Carrer Callao           | Sants-Montjuïc Hostafrancs          | conjunt urbà                    | Estil: arquitectura eclèctica | 41° 22′ 33″ N, 2° 08′ 37″ E / 41.3758685875174°N,2.14358219314743°E                           |                              |                     | Modifica les dades a Wikidata |
|        | conjunt del Carrer Papín            | Sants-Montjuïc Sants                | conjunt urbà                    |                               | 41° 22′ 38″ N, 2° 08′ 01″ E / 41.3771887060395°N,2.13360655967938°E                           | bé amb protecció urbanística |                     | Modifica les dades a Wikidata |
|        | conjunt del Carrer Rector Triadó    | Sants-Montjuïc Hostafrancs          | conjunt urbà                    |                               | 41° 22′ 33″ N, 2° 08′ 44″ E / 41.3758832183323°N,2.14549689616632°E                           | bé amb protecció urbanística |                     | Modifica les dades a Wikidata |
|        | conjunt del carrer Alcolea, 107-113 | Sants-Montjuïc Sants                | conjunt urbà conjunt d'edificis |                               | 41° 22′ 45″ N, 2° 08′ 07″ E / 41.3790745832742°N,2.13521064458446°E                           | bé amb protecció urbanística |                     | Modifica les dades a Wikidata |
|        | conjunt del carrer Alcolea, 80-90   | Sants-Montjuïc Sants                | conjunt urbà                    |                               | 41° 22′ 46″ N, 2° 08′ 08″ E / 41.3793611642695°N,2.13553103990321°E                           |                              |                     | Modifica les dades a Wikidata |
|        | conjunt del carrer Valladolid, 1-9  | Sants-Montjuïc Sants                | conjunt urbà conjunt d'edificis |                               | 41° 22′ 39″ N, 2° 08′ 08″ E / 41.3776046246858°N,2.13557449271662°E                           | bé amb protecció urbanística |                     | Modifica les dades a Wikidata |

## edifici
| imatge | Nom                                              | Ubicat a                       | instància de                          | Detalls                                                                      | coordenades | Protecció                                                               | Commons (més fotos)             | Dades a WD                    |
| ------ | ------------------------------------------------ | ------------------------------ | ------------------------------------- | ---------------------------------------------------------------------------- | --- | ----------------------------------------------------------------------- | ------------------------------- | ----------------------------- |
|        | Antiga "Casa de les Bruixes". Casa Josefa Dalmau | Sants-Montjuïc Sants           | edifici                               | Estil: historicisme arquitectònic                                            | 41° 22′ 24″ N, 2° 08′ 12″ E / 41.3733297461602°N,2.13663566655232°E | bé amb protecció urbanística                                            |                                 | Modifica les dades a Wikidata |
|        | CAP Magòria                                      | Barcelona la Bordeta           | edifici Ús: centre d'atenció primària |                                                                              | 41° 22′ 07″ N, 2° 08′ 21″ E / 41.368664783110304°N,2.1391636133193974°E ca:Corral, 41                                                                                       |                                                                         |                                 | Modifica les dades a Wikidata |
|        | Casa del Mig                                     | Sants                          | edifici                               | Estil: arquitectura eclèctica                                                | 41° 22′ 37″ N, 2° 08′ 25″ E / 41.376972°N,2.140392°E Parc de L’Espanya Industrial                                                                                           | bé integrant del patrimoni cultural català bé amb protecció urbanística | L'Espanya Industrial            | Modifica les dades a Wikidata |
|        | Casinet d'Hostafrancs                            | Hostafrancs                    | edifici Ús: centre cívic              |                                                                              | 41° 22′ 40″ N, 2° 08′ 36″ E / 41.377672°N,2.143224°E ca:Rector Triadó, 53                                                                                                   |                                                                         |                                 | Modifica les dades a Wikidata |
|        | Central Transformadora de Sants                  | Barcelona Sants-Montjuïc Sants | edifici                               | Arquitecte: Joan Bergós i Massó Estil: modernisme català 1924                | 41° 22′ 23″ N, 2° 08′ 02″ E / 41.37304°N,2.13399°E ca:C. Riera de Tena, 58-60 - c. Burgos                                                                                   | bé integrant del patrimoni cultural català bé amb protecció urbanística | Central Transformadora de Sants | Modifica les dades a Wikidata |
|        | Cine Galileo                                     | Barcelona Sants                | edifici                               | 1928                                                                         | 41° 22′ 40″ N, 2° 08′ 07″ E / 41.377651°N,2.135297°E |                                                                         |                                 | Modifica les dades a Wikidata |
|        | Cinema Liceu                                     | Sants                          | edifici Ús: cinema                    | Arquitecte: Antoni de Moragas i Gallissà Estil: arquitectura neoracionalista | 41° 22′ 32″ N, 2° 08′ 12″ E / 41.375431°N,2.136679°E ca:Sants, 82-96 | bé cultural d'interès local                                             | Cinema Liceu                    | Modifica les dades a Wikidata |
|        | Conjunt del carrer Jaume Roig                    | Sants-Montjuïc Sants-Badal     | edifici conjunt urbà                  |                                                                              | 41° 22′ 37″ N, 2° 07′ 32″ E / 41.37681°N,2.12562°E ca:Jaume Roig, 7 / Jaume Roig, 9 / Jaume Roig, 17-19 / Jaume Roig, 21 / Jaume Roig, 31 / Jaume Roig, 45 / Av. Madrid, 44 | bé d'interès documental bé amb protecció urbanística                    |                                 | Modifica les dades a Wikidata |
|        | Cotxeres de Sants                                | Sants                          | edifici                               | Estil: noucentisme                                                           | 41° 22′ 31″ N, 2° 08′ 13″ E / 41.37522°N,2.13686°E ca:Sants, 79-81 | bé amb protecció urbanística                                            | Cotxeres de Sants               | Modifica les dades a Wikidata |
|        | Sala Nova                                        | Barcelona la Bordeta           | edifici                               |                                                                              | 41° 22′ 11″ N, 2° 08′ 16″ E / 41.36977590792152°N,2.137747406959534°E |                                                                         |                                 | Modifica les dades a Wikidata |

## edifici administratiu
| imatge | Nom                           | Ubicat a             | instància de          | Detalls                                                          | coordenades                                                                                                   | Protecció                   | Commons (més fotos)              | Dades a WD                    |
| ------ | ----------------------------- | -------------------- | --------------------- | ---------------------------------------------------------------- | --- | --------------------------- | -------------------------------- | ----------------------------- |
|        | Edifici Generali              | Barcelona la Bordeta | edifici administratiu |                                                                  | 41° 21′ 57″ N, 2° 08′ 10″ E / 41.365726470947266°N,2.1360249519348145°E plaça d'Ildefons Cerdà — 7            |                             | Edifici Generali (plaça Cerdà 7) | Modifica les dades a Wikidata |
|        | Foment Republicà de Sants     | Sants                | edifici administratiu | Arquitecte: Enric Figueras i Ribas Estil: arquitectura eclèctica | 41° 22′ 29″ N, 2° 08′ 17″ E / 41.374847°N,2.138038°E ca:Cros, 7-11 i Sant Crist, 52-56                        | bé cultural d'interès local | Foment Republicà de Sants        | Modifica les dades a Wikidata |
|        | The Ó Building                | Barcelona la Bordeta | edifici administratiu |                                                                  | 41° 22′ 01″ N, 2° 08′ 14″ E / 41.36698913574219°N,2.137233018875122°E ca:Gran Via de les Corts Catalanes, 159 |                             | The Ó Building                   | Modifica les dades a Wikidata |
|        | Torres Cerdà                  | Barcelona la Bordeta | edifici administratiu |                                                                  | 41° 21′ 54″ N, 2° 08′ 03″ E / 41.36503219604492°N,2.1342320442199707°E ca:Plaça Cerdà                         |                             | Torres Cerdà                     | Modifica les dades a Wikidata |
|        | edifici de l'Empar de l'Obrer | Sants                | edifici administratiu | Arquitecte: Josep Graner i Prat Estil: arquitectura eclèctica    | 41° 22′ 35″ N, 2° 08′ 20″ E / 41.376436°N,2.139027°E ca:Premià, 13-15                                         | bé cultural d'interès local | Antiga Casa Joan Costa           | Modifica les dades a Wikidata |

## edifici escolar
| imatge | Nom                                       | Ubicat a              | instància de    | Detalls                                                 | coordenades | Protecció                    | Commons (més fotos)                       | Dades a WD                    |
| ------ | ----------------------------------------- | --------------------- | --------------- | ------------------------------------------------------- | --- | ---------------------------- | ----------------------------------------- | ----------------------------- |
|        | Col·legi Públic Lluís Vives               | Sants                 | edifici escolar | Estil: noucentisme                                      | 41° 22′ 18″ N, 2° 07′ 41″ E / 41.3717°N,2.1281°E ca:Canalejas, 107, Carreras i Candi, 86, Pavía, 86, Riera Blanca, 123-129 | bé cultural d'interès local  | Col·legi Públic Lluís Vives               | Modifica les dades a Wikidata |
|        | Col·legi Religioses de la Sagrada Família | Sants-Montjuïc Sants  | edifici escolar | Estil: arquitectura eclèctica                           | 41° 22′ 28″ N, 2° 08′ 22″ E / 41.3744186334081°N,2.13932116542011°E                                                        | bé amb protecció urbanística |                                           | Modifica les dades a Wikidata |
|        | Edifici de l'Escola Miquel Bleach         | Hostafrancs           | edifici escolar | Arquitecte: Jaume Gustà i Bondia 1915 Superfície: 900m² | 41° 22′ 33″ N, 2° 08′ 32″ E / 41.37575193282128°N,2.1423069881621695°E ca:Miquel Bleach, 24-30                             | bé amb protecció urbanística |                                           | Modifica les dades a Wikidata |
|        | Escola Cavall Bernat                      | Barcelona la Bordeta  | edifici escolar |                                                         | 41° 22′ 14″ N, 2° 07′ 54″ E / 41.37068975359861°N,2.131707072257996°E                                                      |                              |                                           | Modifica les dades a Wikidata |
|        | Escola Colomer                            | Barcelona Hostafrancs | edifici escolar |                                                         | 41° 22′ 26″ N, 2° 08′ 32″ E / 41.37394648247621°N,2.1422588825225835°E                                                     |                              |                                           | Modifica les dades a Wikidata |
|        | Escola Francesc Macià                     | Barcelona Hostafrancs | edifici escolar |                                                         | 41° 22′ 29″ N, 2° 08′ 53″ E / 41.374860269568245°N,2.148063182830811°E                                                     |                              |                                           | Modifica les dades a Wikidata |
|        | Escola Gayarre                            | Barcelona Hostafrancs | edifici escolar |                                                         | 41° 22′ 22″ N, 2° 08′ 26″ E / 41.372742840240896°N,2.140424251556397°E                                                     |                              |                                           | Modifica les dades a Wikidata |
|        | Escola Lloret                             | Barcelona Sants       | edifici escolar |                                                         | 41° 22′ 30″ N, 2° 08′ 08″ E / 41.37506154253297°N,2.1354889869689946°E                                                     |                              |                                           | Modifica les dades a Wikidata |
|        | Escola Maristes Sants - les Corts         | Barcelona Sants       | edifici escolar |                                                         | 41° 22′ 29″ N, 2° 08′ 07″ E / 41.374795862088°N,2.135279774665833°E                                                        |                              |                                           | Modifica les dades a Wikidata |
|        | Escola de Sant Vicenç de Paül             | Barcelona Hostafrancs | edifici escolar |                                                         | 41° 22′ 26″ N, 2° 08′ 37″ E / 41.37395855904128°N,2.143664360046387°E                                                      |                              |                                           | Modifica les dades a Wikidata |
|        | Escoles de l'Espanya Industrial           | Sants                 | edifici escolar | Estil: noucentisme                                      | 41° 22′ 36″ N, 2° 08′ 24″ E / 41.37665°N,2.13988°E Parc de L’Espanya Industrial                                            | bé amb protecció urbanística | Escola Bressol Pau (l'Espanya Industrial) | Modifica les dades a Wikidata |

## edifici industrial
| imatge | Nom                                          | Ubicat a             | instància de                                      | Detalls                                                        | coordenades | Protecció                                              | Commons (més fotos)     | Dades a WD                    |
| ------ | -------------------------------------------- | -------------------- | ------------------------------------------------- | -------------------------------------------------------------- | --- | ------------------------------------------------------ | ----------------------- | ----------------------------- |
|        | EMAV Can Batlló                              | Barcelona la Bordeta | edifici industrial                                |                                                                | 41° 22′ 03″ N, 2° 08′ 18″ E / 41.36753845214844°N,2.138288974761963°E ca:Gran Via de les Corts Catalanes, 173-175          |                                                        |                         | Modifica les dades a Wikidata |
|        | Edifici Industrial carrer d'en Blanco, 69-73 | Sants-Montjuïc Sants | edifici industrial                                | Estil: arquitectura eclèctica                                  | 41° 22′ 34″ N, 2° 07′ 56″ E / 41.3760099209104°N,2.13212936025809°E                                                        | bé amb elements d'interès bé amb protecció urbanística |                         | Modifica les dades a Wikidata |
|        | Ferreria de Sant Josep                       | Sants                | edifici industrial                                | Estat: enderrocat o destruït                                   | 41° 22′ 20″ N, 2° 08′ 17″ E / 41.372151°N,2.137941°E                                                                       |                                                        |                         | Modifica les dades a Wikidata |
|        | Fàbrica Arañó, Ventajó i Cia                 | Sants-Badal          | edifici industrial                                | Arquitecte: Jaume Gustà i Bondia Estil: modernisme català 1903 | 41° 22′ 23″ N, 2° 07′ 50″ E / 41.373102°N,2.130457°E ca:Begur, 44-52, Bacardí, 44-64, Canalejas, 32-54 i Sugranyes, 65-75  | bé cultural d'interès local                            | Fàbrica Arañó           | Modifica les dades a Wikidata |
|        | Fàbrica Germans Climent                      | Sants                | edifici industrial                                | Arquitecte: Modest Feu i Estrada Estil: noucentisme 1925       | 41° 22′ 47″ N, 2° 08′ 17″ E / 41.37982°N,2.13802°E ca:Comtes de Bell-lloc, 68-78 i Puiggari, 12-22                         | bé cultural d'interès local                            | Fàbrica Germans Climent | Modifica les dades a Wikidata |
|        | Géneros de Punto Farrés (fàbrica i xemeneia) | Sants                | edifici industrial                                |                                                                | 41° 22′ 52″ N, 2° 08′ 16″ E / 41.38108825683594°N,2.1378378868103027°E ca:Melcior de Palau, 131-137                        | bé amb elements d'interès bé amb protecció urbanística |                         | Modifica les dades a Wikidata |
|        | Vapor Vell de Sants                          | Sants                | edifici industrial Ús: biblioteca edifici escolar | Estil: arquitectura neoclàssica 1844                           | 41° 22′ 37″ N, 2° 08′ 05″ E / 41.376944°N,2.134722°E ca:Ptge. Vapor Vell, 1-7 / Joan Güell, 14-22 / Miracle, 26-48 30 msnm | bé d'interès cultural bé cultural d'interès nacional   | Vapor Vell              | Modifica les dades a Wikidata |

## edifici residencial
| imatge | Nom                                                                      | Ubicat a                             | instància de                | Detalls                                                                               | coordenades | Protecció                                                                                         | Commons (més fotos)                             | Dades a WD                    |
| ------ | ------------------------------------------------------------------------ | ------------------------------------ | --------------------------- | ------------------------------------------------------------------------------------- | --- | ------------------------------------------------------------------------------------------------- | ----------------------------------------------- | ----------------------------- |
|        | Antiga Casa Cantijoch i Batlle                                           | Barcelona Sants Sants-Montjuïc       | edifici residencial edifici | Arquitecte: Josep Graner i Prat Estil: modernisme català                              | 41° 22′ 19″ N, 2° 08′ 13″ E / 41.37188720703125°N,2.136945962905884°E ca:Olzinelles, 64-66                                                | bé amb protecció urbanística                                                                      |                                                 | Modifica les dades a Wikidata |
|        | Bloc de la plaça de Sants                                                | Barcelona Sants                      | edifici residencial         |                                                                                       | 41° 22′ 34″ N, 2° 08′ 07″ E / 41.376129150390625°N,2.1353719234466553°E ca:Plaça de Sants, 4-11                                           |                                                                                                   |                                                 | Modifica les dades a Wikidata |
|        | Casa Agustí Molins                                                       | Barcelona Sants Sants-Montjuïc       | edifici residencial         | Estil: modernisme català                                                              | 41° 22′ 46″ N, 2° 08′ 07″ E / 41.379512786865234°N,2.135251998901367°E ca:Alcolea, 90                                                     | bé amb elements d'interès bé amb protecció urbanística                                            |                                                 | Modifica les dades a Wikidata |
|        | Casa Albert Roca                                                         | Barcelona la Bordeta                 | edifici residencial         | Estil: modernisme català                                                              | 41° 22′ 14″ N, 2° 08′ 08″ E / 41.370487213134766°N,2.135514974594116°E ca:Toledo, 14                                                      |                                                                                                   |                                                 | Modifica les dades a Wikidata |
|        | Casa Andreu Capdevila i Amigó                                            | Sants                                | edifici residencial         | Arquitecte: Modest Feu i Estrada Estil: arquitectura modernista                       | 41° 22′ 31″ N, 2° 08′ 03″ E / 41.37521°N,2.13404°E ca:Sants, 131                                                                          | bé cultural d'interès local                                                                       | Casa Andreu Capdevila i Amigó                   | Modifica les dades a Wikidata |
|        | Casa Antoni Lucea                                                        | Barcelona Hostafrancs Sants-Montjuïc | edifici residencial         | Estil: modernisme català                                                              | 41° 22′ 27″ N, 2° 08′ 45″ E / 41.37421417236328°N,2.145932912826538°E ca:Leiva, 55                                                        | bé amb protecció urbanística                                                                      |                                                 | Modifica les dades a Wikidata |
|        | Casa Antoni Pidelaserra I                                                | Barcelona Sants-Montjuïc Sants       | edifici residencial         | Arquitecte: Modest Feu i Estrada Estil: noucentisme 1922                              | 41° 22′ 41″ N, 2° 07′ 53″ E / 41.37806°N,2.1315°E ca:C. Tenor Masini, 71 - c. Rosés, 23                                                   | bé integrant del patrimoni cultural català bé amb protecció urbanística                           | Casa Antoni Pidelaserra I                       | Modifica les dades a Wikidata |
|        | Casa Antoni Pidelaserra II                                               | Barcelona Sants-Montjuïc Sants       | edifici residencial         | Arquitecte: Modest Feu i Estrada Estil: noucentisme 1926                              | 41° 22′ 42″ N, 2° 07′ 53″ E / 41.37847°N,2.13133°E ca:C. Tenor Masini, 77 - c. Melcior de Palau, 18-22                                    | bé integrant del patrimoni cultural català bé amb protecció urbanística                           | Casa Antoni Pidelaserra II                      | Modifica les dades a Wikidata |
|        | Casa Benita Batllori                                                     | Barcelona Sants Sants-Montjuïc       | edifici residencial casa    | Estil: modernisme català arquitectura eclèctica                                       | 41° 22′ 31″ N, 2° 08′ 15″ E / 41.37527084350586°N,2.137414932250977°E ca:Sants, 49                                                        | bé amb protecció urbanística                                                                      |                                                 | Modifica les dades a Wikidata |
|        | Casa Consol Grassot                                                      | Sants                                | edifici residencial         | Arquitecte: Modest Feu i Estrada Estil: arquitectura eclèctica                        | 41° 22′ 31″ N, 2° 07′ 59″ E / 41.3753°N,2.13304°E ca:Sants, 145-147                                                                       | bé cultural d'interès local                                                                       | Casa Consol Grassot                             | Modifica les dades a Wikidata |
|        | Casa Frederic Bonafont                                                   | Barcelona Hostafrancs                | edifici residencial         | Estil: modernisme català                                                              | 41° 22′ 28″ N, 2° 08′ 33″ E / 41.37432861328125°N,2.1424670219421387°E ca:Moianès, 69                                                     |                                                                                                   |                                                 | Modifica les dades a Wikidata |
|        | Casa Henriette Cros (I)                                                  | Sants                                | edifici residencial         | Arquitecte: Josep Masdéu i Puigdemasa Estil: modernisme català arquitectura eclèctica | 41° 22′ 24″ N, 2° 08′ 13″ E / 41.37336349487305°N,2.13702392578125°E ca:Dalmau, 13                                                        | bé amb protecció urbanística                                                                      |                                                 | Modifica les dades a Wikidata |
|        | Casa Henriette Cros i Isaac                                              | la Bordeta                           | edifici residencial         | Arquitecte: Enric Figueras i Ribas Estil: historicisme arquitectònic 1903             | 41° 22′ 24″ N, 2° 08′ 12″ E / 41.373405°N,2.136792°E ca:Dalmau, 11                                                                        | bé cultural d'interès local                                                                       | Casa Henriette Cros i Isaac                     | Modifica les dades a Wikidata |
|        | Casa Isidre Gallardo (I)                                                 | Barcelona Sants                      | edifici residencial         | Estil: modernisme català                                                              | 41° 22′ 49″ N, 2° 08′ 02″ E / 41.380184173583984°N,2.1339380741119385°E ca:Galileu, 151-153 / Violant d'Hongria                           |                                                                                                   |                                                 | Modifica les dades a Wikidata |
|        | Casa Isidre Gallardo (II)                                                | Barcelona Sants                      | edifici residencial         | Estil: modernisme català                                                              | 41° 22′ 52″ N, 2° 08′ 12″ E / 41.38106155395508°N,2.1365458965301514°E ca:Robrenyo, 8                                                     |                                                                                                   | Casa Isidre Gallardo (Robrenyo 8)               | Modifica les dades a Wikidata |
|        | Casa Jacint Martisella                                                   | Sants-Montjuïc Sants Barcelona       | edifici residencial         | Estil: arquitectura eclèctica modernisme català                                       | 41° 22′ 36″ N, 2° 08′ 09″ E / 41.37653350830078°N,2.135945081710815°E ca:Galileu, 22-24                                                   | bé amb elements d'interès bé amb protecció urbanística                                            |                                                 | Modifica les dades a Wikidata |
|        | Casa Jaume Calmet                                                        | Sants-Montjuïc Sants Barcelona       | edifici residencial         | Estil: arquitectura eclèctica                                                         | 41° 22′ 35″ N, 2° 07′ 56″ E / 41.376319885253906°N,2.1322340965270996°E ca:Tenor Masini, 23                                               | bé amb protecció urbanística                                                                      |                                                 | Modifica les dades a Wikidata |
|        | Casa Jaume Caminal                                                       | Barcelona Sants-Badal                | edifici residencial         | Estil: modernisme català                                                              | 41° 22′ 33″ N, 2° 07′ 31″ E / 41.375728607177734°N,2.125330924987793°E ca:Sants, 308                                                      |                                                                                                   |                                                 | Modifica les dades a Wikidata |
|        | Casa Jaume Estrada                                                       | Sants Barcelona                      | edifici residencial         | Estil: arquitectura modernista modernisme català                                      | 41° 22′ 32″ N, 2° 08′ 17″ E / 41.37548828125°N,2.1380810737609863°E ca:Sants, 54 / Salou, 13                                              | bé cultural d'interès local                                                                       | Casa Jaume Estrada                              | Modifica les dades a Wikidata |
|        | Casa Joan Escolà                                                         | Barcelona Hostafrancs Sants-Montjuïc | edifici residencial         | Estil: modernisme català arquitectura eclèctica                                       | 41° 22′ 29″ N, 2° 08′ 33″ E / 41.37464904785156°N,2.1424028873443604°E ca:Moianès, 77 / Vilardell, 11                                     | bé amb protecció urbanística                                                                      | Casa Joan Escolà                                | Modifica les dades a Wikidata |
|        | Casa Joan Gual                                                           | Barcelona Sants                      | edifici residencial         | Estil: noucentisme                                                                    | 41° 22′ 22″ N, 2° 08′ 19″ E / 41.37273788452149°N,2.1386189460754395°E ca:Almeria, 30                                                     |                                                                                                   |                                                 | Modifica les dades a Wikidata |
|        | Casa Joaquim Pau i Maria Benosa                                          | Barcelona Sants-Montjuïc Sants       | edifici residencial casa    | Estil: modernisme català arquitectura eclèctica                                       | 41° 22′ 32″ N, 2° 07′ 56″ E / 41.375614166259766°N,2.1323049068450928°E ca:Sants, 180 / Tenor Masini, 1-2                                 | bé amb elements d'interès bé amb protecció urbanística                                            |                                                 | Modifica les dades a Wikidata |
|        | Casa Josep Coll                                                          | Barcelona Hostafrancs Sants-Montjuïc | edifici residencial         | Estil: modernisme català arquitectura eclèctica                                       | 41° 22′ 29″ N, 2° 08′ 44″ E / 41.3746337890625°N,2.1455979347229004°E ca:Sant Roc, 24 / Vidriol, 1                                        | bé amb protecció urbanística                                                                      |                                                 | Modifica les dades a Wikidata |
|        | Casa Josep Gibernat                                                      | Barcelona Sants Sants-Montjuïc       | edifici residencial         | Estil: modernisme català                                                              | 41° 22′ 46″ N, 2° 08′ 07″ E / 41.37947463989258°N,2.135322093963623°E ca:Alcolea, 88                                                      | bé amb elements d'interès bé amb protecció urbanística                                            | Casa Josep Gibernat                             | Modifica les dades a Wikidata |
|        | Casa Josep Plans                                                         | Barcelona Sants Sants-Montjuïc       | edifici residencial         | Estil: modernisme català arquitectura eclèctica                                       | 41° 22′ 27″ N, 2° 08′ 09″ E / 41.374122619628906°N,2.1357340812683105°E ca:Finlàndia, 12                                                  | bé amb protecció urbanística                                                                      |                                                 | Modifica les dades a Wikidata |
|        | Casa Josep Samsó                                                         | Sants-Montjuïc Sants Barcelona       | edifici residencial         | Estil: arquitectura eclèctica modernisme català                                       | 41° 22′ 38″ N, 2° 08′ 10″ E / 41.37711715698242°N,2.13623309135437°E ca:Alcolea, 55                                                       | bé amb elements d'interès bé amb protecció urbanística                                            |                                                 | Modifica les dades a Wikidata |
|        | Casa Josep Torné                                                         | Barcelona Hostafrancs Sants-Montjuïc | edifici residencial         | Estil: modernisme català arquitectura eclèctica                                       | 41° 22′ 23″ N, 2° 08′ 30″ E / 41.37312698364258°N,2.1415770053863525°E ca:26 de Gener de 1641, 4 / Portugalete, 1                         | bé amb protecció urbanística                                                                      |                                                 | Modifica les dades a Wikidata |
|        | Casa Juan Pedro                                                          | Barcelona Hostafrancs Sants-Montjuïc | edifici residencial         | Estil: modernisme català arquitectura eclèctica                                       | 41° 22′ 26″ N, 2° 08′ 46″ E / 41.373775482177734°N,2.146064043045044°E ca:Crtra. de la Bordeta, 34                                        | bé amb protecció urbanística                                                                      |                                                 | Modifica les dades a Wikidata |
|        | Casa M. Araceli Fabra i Puig                                             | Sants                                | edifici residencial         | Arquitecte: Miquel Madorell i Rius Estil: arquitectura modernista                     | 41° 22′ 31″ N, 2° 07′ 57″ E / 41.375329°N,2.132445°E ca:Sants, 151 / Sant Medir, 2                                                        | bé cultural d'interès local                                                                       | Casa M. Araceli Fabra i Puig                    | Modifica les dades a Wikidata |
|        | Casa M. Font                                                             | Barcelona Sants                      | edifici residencial         | Estil: modernisme català                                                              | 41° 22′ 42″ N, 2° 08′ 06″ E / 41.37827682495117°N,2.13488507270813°E ca:Galileu, 93                                                       |                                                                                                   | Casa M. Font                                    | Modifica les dades a Wikidata |
|        | Casa Miquel Bleach                                                       | Barcelona Hostafrancs                | edifici residencial         | Estil: Romanticisme                                                                   | 41° 22′ 34″ N, 2° 08′ 42″ E / 41.3759765625°N,2.1448769569396973°E ca:Consell de Cent, 18                                                 |                                                                                                   |                                                 | Modifica les dades a Wikidata |
|        | Casa Miquel Bonvehí                                                      | Barcelona Sants                      | edifici residencial         | Estil: modernisme català                                                              | 41° 22′ 22″ N, 2° 08′ 09″ E / 41.37268829345703°N,2.135819911956787°E ca:Sagunt, 88                                                       |                                                                                                   |                                                 | Modifica les dades a Wikidata |
|        | Casa Miquel Tusset                                                       | Sants                                | edifici residencial         | Estil: arquitectura modernista                                                        | 41° 22′ 32″ N, 2° 08′ 03″ E / 41.375532°N,2.134262°E ca:Sants, 130 i Blanco, 15 i 17                                                      | bé cultural d'interès local                                                                       | Casa Miquel Tusset                              | Modifica les dades a Wikidata |
|        | Casa Mossèn Pere Oliveras                                                | Sants                                | edifici residencial         | Estat: enderrocat o destruït                                                          | 41° 22′ 32″ N, 2° 07′ 51″ E / 41.375615°N,2.13094°E ca:Sants, 214                                                                         | bé amb protecció urbanística                                                                      |                                                 | Modifica les dades a Wikidata |
|        | Casa N. Pagès                                                            | Barcelona Sants Sants-Montjuïc       | edifici residencial         | Estil: modernisme català arquitectura eclèctica                                       | 41° 22′ 43″ N, 2° 08′ 06″ E / 41.37873840332031°N,2.1348769664764404°E ca:Galileu, 98                                                     | bé amb elements d'interès bé amb protecció urbanística                                            |                                                 | Modifica les dades a Wikidata |
|        | Casa Pere Alterachs                                                      | Barcelona Sants Sants-Montjuïc       | edifici residencial         | Estil: modernisme català                                                              | 41° 22′ 45″ N, 2° 08′ 08″ E / 41.37922668457031°N,2.1354610919952393°E ca:Alcolea, 80-82                                                  | bé amb elements d'interès bé amb protecció urbanística                                            | Casa Pere Alterachs                             | Modifica les dades a Wikidata |
|        | Casa Ramon Pont                                                          | Sants                                | edifici residencial         | Arquitecte: Ramon Puig i Gairalt Estil: racionalisme arquitectònic                    | 41° 22′ 25″ N, 2° 08′ 11″ E / 41.373541°N,2.13643°E ca:Olzinelles, 20                                                                     | bé cultural d'interès local                                                                       | Casa Ramon Pont                                 | Modifica les dades a Wikidata |
|        | Casa Ricard Segalés                                                      | Barcelona Sants-Montjuïc Sants       | edifici residencial casa    | Estil: modernisme català arquitectura eclèctica                                       | 41° 22′ 38″ N, 2° 08′ 19″ E / 41.377288818359375°N,2.1385159492492676°E ca:Riego, 38                                                      | bé amb elements d'interès bé amb protecció urbanística                                            |                                                 | Modifica les dades a Wikidata |
|        | Casa Roc Grau                                                            | Barcelona Sants                      | edifici residencial         | Estil: modernisme català                                                              | 41° 22′ 45″ N, 2° 08′ 15″ E / 41.37914276123047°N,2.1374518871307373°E ca:Vallespir, 32                                                   |                                                                                                   |                                                 | Modifica les dades a Wikidata |
|        | Casa Salvadora Morell                                                    | Barcelona Sants                      | edifici residencial         | Estil: arquitectura eclèctica                                                         | 41° 22′ 27″ N, 2° 08′ 02″ E / 41.374229431152344°N,2.133894920349121°E ca:Sant Jordi, 8 / Daoiz i Velarde, 1                              |                                                                                                   |                                                 | Modifica les dades a Wikidata |
|        | Casa Teresa Font                                                         | Barcelona Hostafrancs                | edifici residencial         | Estil: modernisme català                                                              | 41° 22′ 23″ N, 2° 08′ 45″ E / 41.3729362487793°N,2.145867109298706°E ca:Gran Via de les Corts Catalanes, 323                              |                                                                                                   |                                                 | Modifica les dades a Wikidata |
|        | Casa Teresa Llopart                                                      | Sants                                | edifici residencial         | Estil: arquitectura eclèctica                                                         | 41° 22′ 33″ N, 2° 08′ 23″ E / 41.375847°N,2.139816°E ca:Watt, 8                                                                           | bé cultural d'interès local                                                                       | Casa Teresa Llopart                             | Modifica les dades a Wikidata |
|        | Casa Tomàs Vendrell                                                      | Sants                                | edifici residencial         | Arquitecte: Miquel Madorell i Rius Josep Masdéu i Puigdemasa Estil: modernisme català | 41° 22′ 31″ N, 2° 07′ 58″ E / 41.37532°N,2.13282°E ca:Carrer Sants, 149 - carrer Sant Medir, 1                                            | bé cultural d'interès local                                                                       | Casa Tomàs Vendrell                             | Modifica les dades a Wikidata |
|        | Casa Valentí Morell                                                      | Barcelona Hostafrancs                | edifici residencial         | Estil: modernisme català                                                              | 41° 22′ 31″ N, 2° 08′ 32″ E / 41.37516784667969°N,2.142242908477783°E ca:Creu Coberta, 115                                                |                                                                                                   |                                                 | Modifica les dades a Wikidata |
|        | Cases Carme Vidal                                                        | Sants                                | edifici residencial         | Arquitecte: Josep Masdéu i Puigdemasa Estil: arquitectura modernista                  | 41° 22′ 26″ N, 2° 08′ 18″ E / 41.373953°N,2.138365°E ca:Cros, 27-29 i Rei Martí, 7-11                                                     | bé cultural d'interès local                                                                       | Cases Carme Vidal                               | Modifica les dades a Wikidata |
|        | Cases Coll-Grau                                                          | Barcelona Sants                      | edifici residencial         | Estil: modernisme català                                                              | 41° 22′ 49″ N, 2° 08′ 02″ E / 41.38032913208008°N,2.13387393951416°E ca:Galileu, 157-159                                                  |                                                                                                   |                                                 | Modifica les dades a Wikidata |
|        | Cases Jaume Gatell                                                       | Barcelona Sants Sants-Montjuïc       | edifici residencial         | Estil: modernisme català                                                              | 41° 22′ 34″ N, 2° 08′ 24″ E / 41.37604522705078°N,2.1401259899139404°E ca:Masnou, 21-23 -25                                               | bé amb protecció urbanística                                                                      |                                                 | Modifica les dades a Wikidata |
|        | Cases Joaquim Gorina                                                     | Barcelona Sants Sants-Montjuïc       | edifici residencial casa    | Arquitecte: Ignasi Mas i Morell Estil: modernisme català arquitectura eclèctica       | 41° 22′ 26″ N, 2° 08′ 10″ E / 41.37392044067383°N,2.136162281036377°E ca:Olzinelles, 14-16 / Mont-ros, 2                                  | bé amb protecció urbanística                                                                      |                                                 | Modifica les dades a Wikidata |
|        | Edifici Gran Via Terraces                                                | Barcelona la Bordeta                 | edifici residencial         |                                                                                       | 41° 22′ 09″ N, 2° 08′ 26″ E / 41.36913299560547°N,2.140583038330078°E ca:Gran Via de les Corts Catalanes, 203                             |                                                                                                   |                                                 | Modifica les dades a Wikidata |
|        | Habitatges Batlló - Magòria                                              | Barcelona la Bordeta                 | edifici residencial         |                                                                                       | 41° 22′ 07″ N, 2° 08′ 24″ E / 41.36874771118164°N,2.1399049758911133°E ca:Gran Via de les Corts Catalanes, 201                            |                                                                                                   |                                                 | Modifica les dades a Wikidata |
|        | casa de la Carretera de la Bordeta, 80-84                                | Barcelona Hostafrancs Sants-Montjuïc | edifici residencial         | Estil: arquitectura moderna                                                           | 41° 22′ 22″ N, 2° 08′ 34″ E / 41.372894287109375°N,2.1426889896392822°E ca:Crtra. de la Bordeta, 80-84 / Moianès, 44 / Portugalete, 16-18 | bé amb protecció urbanística                                                                      |                                                 | Modifica les dades a Wikidata |
|        | casa del Carrer Finlàndia, 10                                            | Barcelona Sants Sants-Montjuïc       | edifici residencial         | Estil: modernisme català arquitectura eclèctica                                       | 41° 22′ 26″ N, 2° 08′ 09″ E / 41.37400817871094°N,2.1357860565185547°E ca:Finlàndia, 10                                                   | bé amb protecció urbanística                                                                      |                                                 | Modifica les dades a Wikidata |
|        | casa del carrer Cerdanyola, 1                                            | Barcelona Sants                      | edifici residencial         | Estil: arquitectura eclèctica                                                         | 41° 22′ 37″ N, 2° 07′ 53″ E / 41.376930236816406°N,2.1313719749450684°E ca:Cerdanyola, 1                                                  |                                                                                                   |                                                 | Modifica les dades a Wikidata |
|        | casa del carrer Consell de Cent, 55                                      | Sants-Montjuïc Hostafrancs Barcelona | edifici residencial         | Estil: arquitectura eclèctica                                                         | 41° 22′ 37″ N, 2° 08′ 46″ E / 41.37681198120117°N,2.146126508712769°E ca:Consell de Cent, 55                                              | bé amb protecció urbanística                                                                      |                                                 | Modifica les dades a Wikidata |
|        | casa del carrer Gayarre, 6                                               | Barcelona Sants                      | edifici residencial         | Estil: modernisme català                                                              | 41° 22′ 30″ N, 2° 08′ 24″ E / 41.37506103515625°N,2.139915943145752°E ca:Gayarre, 6                                                       |                                                                                                   |                                                 | Modifica les dades a Wikidata |
|        | casa del carrer de Sants, 19                                             | Barcelona Sants                      | edifici residencial         | Estil: modernisme català                                                              | 41° 22′ 31″ N, 2° 08′ 24″ E / 41.375186920166016°N,2.140052080154419°E ca:Sants, 19 / Gayarre, 1                                          |                                                                                                   |                                                 | Modifica les dades a Wikidata |
|        | cases del carrer Hostafrancs, 12-14-18                                   | Barcelona Hostafrancs                | edifici residencial         | Estil: modernisme català                                                              | 41° 22′ 26″ N, 2° 08′ 39″ E / 41.373985290527344°N,2.144257068634033°E ca:Hostafrancs, 12-14-18                                           |                                                                                                   |                                                 | Modifica les dades a Wikidata |
|        | cases del carrer Jaume Roig                                              | Barcelona Sants-Badal                | edifici residencial         | Estil: noucentisme                                                                    | 41° 22′ 35″ N, 2° 07′ 34″ E / 41.37629699707031°N,2.1262118816375732°E ca:Jaume Roig, 14-16                                               | bé amb elements d'interès bé amb protecció urbanística                                            |                                                 | Modifica les dades a Wikidata |
|        | conjunt d'habitatges (1749)                                              | Sants-Montjuïc Hostafrancs           | edifici residencial         | Estil: historicisme arquitectònic                                                     | 41° 22′ 28″ N, 2° 08′ 34″ E / 41.3743134097331°N,2.14275447477176°E                                                                       | bé amb protecció urbanística                                                                      |                                                 | Modifica les dades a Wikidata |
|        | conjunt d'habitatges al carrer Robrenyo, 28-34                           | Sants-Montjuïc Sants                 | edifici residencial         | Estil: historicisme arquitectònic                                                     | 41° 22′ 53″ N, 2° 08′ 16″ E / 41.381461955557°N,2.13776953666224°E                                                                        | bé amb protecció urbanística                                                                      |                                                 | Modifica les dades a Wikidata |
|        | edifici d'habitatges a la carretera de la Bordeta, 29                    | Sants-Montjuïc Hostafrancs           | edifici residencial         | Estil: arquitectura eclèctica                                                         | 41° 22′ 24″ N, 2° 08′ 43″ E / 41.3732897275714°N,2.14530165900649°E                                                                       | bé amb protecció urbanística                                                                      |                                                 | Modifica les dades a Wikidata |
|        | edifici d'habitatges a la carretera de la Bordeta, 31                    | Sants-Montjuïc Hostafrancs           | edifici residencial         | Estil: arquitectura eclèctica                                                         | 41° 22′ 24″ N, 2° 08′ 43″ E / 41.3732714312315°N,2.14523104773809°E                                                                       | bé amb protecció urbanística                                                                      |                                                 | Modifica les dades a Wikidata |
|        | edifici d'habitatges a la plaça Ibèria, 2                                | Sants-Montjuïc Sants                 | edifici residencial         | Estil: arquitectura eclèctica                                                         | 41° 22′ 26″ N, 2° 08′ 15″ E / 41.3739317709212°N,2.13741009736964°E                                                                       | bé amb protecció urbanística                                                                      |                                                 | Modifica les dades a Wikidata |
|        | edifici d'habitatges al carrer Alcolea, 86                               | Sants-Montjuïc Sants                 | edifici residencial         | Estil: arquitectura eclèctica                                                         | 41° 22′ 46″ N, 2° 08′ 07″ E / 41.3793863544324°N,2.13539505477885°E                                                                       | bé amb elements d'interès bé amb protecció urbanística                                            |                                                 | Modifica les dades a Wikidata |
|        | edifici d'habitatges al carrer Almeria, 16                               | Sants-Montjuïc Sants                 | edifici residencial         | Estil: arquitectura eclèctica                                                         | 41° 22′ 25″ N, 2° 08′ 17″ E / 41.3736150627116°N,2.13806592655664°E                                                                       | bé amb protecció urbanística                                                                      |                                                 | Modifica les dades a Wikidata |
|        | edifici d'habitatges al carrer Badalona, 9                               | Sants-Montjuïc Sants                 | edifici residencial         | Estil: historicisme arquitectònic                                                     | 41° 22′ 43″ N, 2° 08′ 10″ E / 41.3785089570106°N,2.13622406585244°E                                                                       | bé amb elements d'interès bé amb protecció urbanística                                            |                                                 | Modifica les dades a Wikidata |
|        | edifici d'habitatges al carrer Burgos, 57                                | Sants-Montjuïc Sants                 | edifici residencial         | Estil: arquitectura eclèctica                                                         | 41° 22′ 23″ N, 2° 08′ 08″ E / 41.3731562373233°N,2.13551370193021°E                                                                       | bé amb protecció urbanística                                                                      |                                                 | Modifica les dades a Wikidata |
|        | edifici d'habitatges al carrer Béjar, 41                                 | Sants-Montjuïc Hostafrancs           | edifici residencial         | Estil: historicisme arquitectònic                                                     | 41° 22′ 37″ N, 2° 08′ 43″ E / 41.3770727831166°N,2.14522889725047°E                                                                       | bé amb elements d'interès bé amb protecció urbanística                                            |                                                 | Modifica les dades a Wikidata |
|        | edifici d'habitatges al carrer Callao, 10                                | Sants-Montjuïc Hostafrancs           | edifici residencial         | Estil: arquitectura eclèctica                                                         | 41° 22′ 33″ N, 2° 08′ 37″ E / 41.3759418932664°N,2.14350084699972°E                                                                       | bé amb protecció urbanística                                                                      |                                                 | Modifica les dades a Wikidata |
|        | edifici d'habitatges al carrer Consell de Cent 59                        | Sants-Montjuïc Hostafrancs           | edifici residencial         | Estil: arquitectura eclèctica                                                         | 41° 22′ 37″ N, 2° 08′ 46″ E / 41.3769899864961°N,2.14622811333299°E carrer del Consell de Cent                                            | bé amb protecció urbanística                                                                      |                                                 | Modifica les dades a Wikidata |
|        | edifici d'habitatges al carrer Creu Coberta 72                           | Sants-Montjuïc Hostafrancs           | edifici residencial         | Estil: arquitectura eclèctica                                                         | 41° 22′ 31″ N, 2° 08′ 41″ E / 41.3753639837384°N,2.14458818107713°E                                                                       | bé amb protecció urbanística                                                                      |                                                 | Modifica les dades a Wikidata |
|        | edifici d'habitatges al carrer Creu Coberta 78                           | Sants-Montjuïc Hostafrancs           | edifici residencial         |                                                                                       | 41° 22′ 32″ N, 2° 08′ 39″ E / 41.3754578615159°N,2.14426006395869°E                                                                       | bé amb protecció urbanística                                                                      |                                                 | Modifica les dades a Wikidata |
|        | edifici d'habitatges al carrer Creu Coberta, 123                         | Sants-Montjuïc Hostafrancs           | edifici residencial         | Estil: modernisme català                                                              | 41° 22′ 30″ N, 2° 08′ 31″ E / 41.375060570257°N,2.14189343947982°E                                                                        | bé amb protecció urbanística                                                                      |                                                 | Modifica les dades a Wikidata |
|        | edifici d'habitatges al carrer Creu Coberta, 71                          | Sants-Montjuïc Hostafrancs           | edifici residencial         |                                                                                       | 41° 22′ 30″ N, 2° 08′ 44″ E / 41.3749752794877°N,2.14560988646397°E                                                                       | bé amb protecció urbanística                                                                      |                                                 | Modifica les dades a Wikidata |
|        | edifici d'habitatges al carrer Cros, 18                                  | Sants-Montjuïc Sants                 | edifici residencial         |                                                                                       | 41° 22′ 27″ N, 2° 08′ 17″ E / 41.3740931760622°N,2.13796894258842°E                                                                       | bé amb protecció urbanística                                                                      |                                                 | Modifica les dades a Wikidata |
|        | edifici d'habitatges al carrer Dalmau, 15-17                             | Sants-Montjuïc Sants                 | edifici residencial         |                                                                                       | 41° 22′ 24″ N, 2° 08′ 13″ E / 41.3732283786778°N,2.13697831003785°E                                                                       | bé amb protecció urbanística                                                                      |                                                 | Modifica les dades a Wikidata |
|        | edifici d'habitatges al carrer Espanya Industrial, 7                     | Sants-Montjuïc Sants                 | edifici residencial         |                                                                                       | 41° 22′ 33″ N, 2° 08′ 25″ E / 41.3757961561541°N,2.14031079954483°E                                                                       | bé amb protecció urbanística                                                                      |                                                 | Modifica les dades a Wikidata |
|        | edifici d'habitatges al carrer Fernández Duró, 16-18                     | Sants-Montjuïc Sants                 | edifici residencial         | Estil: arquitectura eclèctica                                                         | 41° 22′ 27″ N, 2° 08′ 09″ E / 41.3742542966826°N,2.13578737744597°E                                                                       | bé amb protecció urbanística                                                                      |                                                 | Modifica les dades a Wikidata |
|        | edifici d'habitatges al carrer Fernández Duró, 20                        | Sants-Montjuïc Sants                 | edifici residencial         | Estil: arquitectura eclèctica                                                         | 41° 22′ 27″ N, 2° 08′ 09″ E / 41.37422654613°N,2.13583256973226°E                                                                         | bé amb protecció urbanística                                                                      |                                                 | Modifica les dades a Wikidata |
|        | edifici d'habitatges al carrer Fernández Duró, 22                        | Sants-Montjuïc Sants                 | edifici residencial         | Estil: arquitectura eclèctica                                                         | 41° 22′ 27″ N, 2° 08′ 09″ E / 41.3741878640074°N,2.13583985598456°E                                                                       | bé amb protecció urbanística                                                                      |                                                 | Modifica les dades a Wikidata |
|        | edifici d'habitatges al carrer Fernández Duró, 24                        | Sants-Montjuïc Sants                 | edifici residencial         | Estil: arquitectura eclèctica                                                         | 41° 22′ 27″ N, 2° 08′ 09″ E / 41.3740998202811°N,2.13592685642943°E                                                                       | bé amb protecció urbanística                                                                      |                                                 | Modifica les dades a Wikidata |
|        | edifici d'habitatges al carrer Fernández Duró, 26                        | Sants-Montjuïc Sants                 | edifici residencial         | Estil: arquitectura eclèctica                                                         | 41° 22′ 27″ N, 2° 08′ 10″ E / 41.3740591647103°N,2.13605939968847°E                                                                       | bé amb protecció urbanística                                                                      |                                                 | Modifica les dades a Wikidata |
|        | edifici d'habitatges al carrer Galileu, 136                              | Sants-Montjuïc Sants                 | edifici residencial         | Estil: arquitectura eclèctica                                                         | 41° 22′ 48″ N, 2° 08′ 04″ E / 41.3799079061363°N,2.1344807045599°E                                                                        | bé amb elements d'interès bé amb protecció urbanística                                            |                                                 | Modifica les dades a Wikidata |
|        | edifici d'habitatges al carrer Galileu, 20                               | Sants-Montjuïc Sants                 | edifici residencial         | Estil: historicisme arquitectònic                                                     | 41° 22′ 35″ N, 2° 08′ 09″ E / 41.3764775143658°N,2.13594929643273°E                                                                       | bé amb elements d'interès bé amb protecció urbanística                                            |                                                 | Modifica les dades a Wikidata |
|        | edifici d'habitatges al carrer Jocs Florals, 45                          | Sants-Montjuïc Sants                 | edifici residencial         |                                                                                       | 41° 22′ 26″ N, 2° 08′ 06″ E / 41.3739888249702°N,2.13496234101325°E                                                                       | bé amb protecció urbanística                                                                      |                                                 | Modifica les dades a Wikidata |
|        | edifici d'habitatges al carrer Leiva, 28-30                              | Sants-Montjuïc Hostafrancs           | edifici residencial         |                                                                                       | 41° 22′ 25″ N, 2° 08′ 35″ E / 41.3736220138376°N,2.14312622668059°E                                                                       | bé amb protecció urbanística                                                                      |                                                 | Modifica les dades a Wikidata |
|        | edifici d'habitatges al carrer Melcior de Palau, 80-82                   | Sants-Montjuïc Sants                 | edifici residencial         | Estil: arquitectura eclèctica                                                         | 41° 22′ 48″ N, 2° 08′ 06″ E / 41.3798686887465°N,2.13505467731232°E                                                                       | bé amb elements d'interès bé amb protecció urbanística                                            |                                                 | Modifica les dades a Wikidata |
|        | edifici d'habitatges al carrer Melcior de Palau, 84-86                   | Sants-Montjuïc Sants                 | edifici residencial         |                                                                                       | 41° 22′ 48″ N, 2° 08′ 07″ E / 41.3799292047703°N,2.13523371718137°E                                                                       | bé amb elements d'interès bé amb protecció urbanística                                            |                                                 | Modifica les dades a Wikidata |
|        | edifici d'habitatges al carrer Melcior de Palau, 88                      | Sants-Montjuïc Sants                 | edifici residencial         | Estil: arquitectura eclèctica                                                         | 41° 22′ 48″ N, 2° 08′ 08″ E / 41.3800086464429°N,2.13553279799267°E                                                                       | bé amb elements d'interès bé amb protecció urbanística                                            |                                                 | Modifica les dades a Wikidata |
|        | edifici d'habitatges al carrer Miquel Àngel, 26-28                       | Sants-Montjuïc Sants                 | edifici residencial         | Estil: modernisme català                                                              | 41° 22′ 41″ N, 2° 08′ 04″ E / 41.3781191994385°N,2.13432931920571°E                                                                       | bé amb protecció urbanística                                                                      |                                                 | Modifica les dades a Wikidata |
|        | edifici d'habitatges al carrer Rei Martí, 1-5                            | Sants-Montjuïc Sants                 | edifici residencial         | Estil: arquitectura eclèctica                                                         | 41° 22′ 26″ N, 2° 08′ 18″ E / 41.373799296954°N,2.13822873645382°E                                                                        | bé amb protecció urbanística                                                                      |                                                 | Modifica les dades a Wikidata |
|        | edifici d'habitatges al carrer Riera d’Escuder, 15                       | Sants-Montjuïc Sants                 | edifici residencial         | Estil: noucentisme                                                                    | 41° 22′ 29″ N, 2° 07′ 57″ E / 41.3745882356341°N,2.13242416947225°E                                                                       | bé amb protecció urbanística                                                                      |                                                 | Modifica les dades a Wikidata |
|        | edifici d'habitatges al carrer Sagunt, 48-50                             | Sants-Montjuïc Sants                 | edifici residencial         | Estil: historicisme arquitectònic                                                     | 41° 22′ 17″ N, 2° 08′ 06″ E / 41.3714294623882°N,2.13497776142241°E                                                                       | bé amb protecció urbanística                                                                      |                                                 | Modifica les dades a Wikidata |
|        | edifici d'habitatges al carrer Sagunt, 5-7                               | Sants-Montjuïc la Bordeta            | edifici residencial         |                                                                                       | 41° 22′ 13″ N, 2° 08′ 03″ E / 41.3702687198128°N,2.13406080897014°E                                                                       | bé amb protecció urbanística                                                                      |                                                 | Modifica les dades a Wikidata |
|        | edifici d'habitatges al carrer Sant Jordi, 13-15                         | Sants-Montjuïc Sants                 | edifici residencial         | Estil: noucentisme                                                                    | 41° 22′ 29″ N, 2° 08′ 02″ E / 41.3746561964247°N,2.13395102022074°E                                                                       | bé amb protecció urbanística                                                                      |                                                 | Modifica les dades a Wikidata |
|        | edifici d'habitatges al carrer Sant Medir, 10                            | Sants-Montjuïc Sants                 | edifici residencial         | Estil: arquitectura eclèctica                                                         | 41° 22′ 30″ N, 2° 07′ 58″ E / 41.3749227592591°N,2.13272620179735°E                                                                       | bé amb protecció urbanística                                                                      |                                                 | Modifica les dades a Wikidata |
|        | edifici d'habitatges al carrer Sant Medir, 14                            | Sants-Montjuïc Sants                 | edifici residencial         | Estil: arquitectura eclèctica                                                         | 41° 22′ 29″ N, 2° 07′ 58″ E / 41.3746863742056°N,2.13277211629733°E                                                                       | bé amb protecció urbanística                                                                      |                                                 | Modifica les dades a Wikidata |
|        | edifici d'habitatges al carrer Sant Roc, 19                              | Sants-Montjuïc Hostafrancs           | edifici residencial         |                                                                                       | 41° 22′ 26″ N, 2° 08′ 44″ E / 41.373853624583°N,2.1456314403162°E                                                                         | bé amb protecció urbanística                                                                      |                                                 | Modifica les dades a Wikidata |
|        | edifici d'habitatges al carrer Semoleres, 10                             | Sants-Montjuïc Sants                 | edifici residencial         |                                                                                       | 41° 22′ 30″ N, 2° 08′ 22″ E / 41.3750629849596°N,2.13946549774065°E                                                                       | bé amb protecció urbanística                                                                      |                                                 | Modifica les dades a Wikidata |
|        | edifici d'habitatges al carrer Vallespir, 48-50                          | Sants-Montjuïc Sants                 | edifici residencial         |                                                                                       | 41° 22′ 47″ N, 2° 08′ 14″ E / 41.3795910664009°N,2.13712398979046°E                                                                       | bé amb elements d'interès bé amb protecció urbanística                                            |                                                 | Modifica les dades a Wikidata |
|        | edifici d'habitatges al carrer Viladecans, 16                            | Sants-Montjuïc la Bordeta            | edifici residencial         |                                                                                       | 41° 22′ 11″ N, 2° 08′ 21″ E / 41.3698589319862°N,2.13909085935795°E                                                                       | bé amb protecció urbanística                                                                      |                                                 | Modifica les dades a Wikidata |
|        | edifici d'habitatges al carrer de Sant Francesc, 5                       | Sants-Montjuïc Sants-Badal           | edifici residencial         | Estil: arquitectura eclèctica                                                         | 41° 22′ 24″ N, 2° 07′ 42″ E / 41.3733959067104°N,2.1284603582124°E                                                                        | bé amb elements d'interès bé amb protecció urbanística                                            |                                                 | Modifica les dades a Wikidata |
|        | edifici d'habitatges al carrer de Sant Jordi, 9                          | Sants                                | edifici residencial         | Estil: arquitectura eclèctica                                                         | 41° 22′ 30″ N, 2° 08′ 02″ E / 41.374931°N,2.133862°E ca:Sant Jordi, 9                                                                     | bé integrant del patrimoni cultural català bé amb elements d'interès bé amb protecció urbanística | Edifici d'habitatges al carrer de Sant Jordi, 9 | Modifica les dades a Wikidata |
|        | edifici d'habitatges al carrer de Sants, 14-18                           | Sants-Montjuïc Sants                 | edifici residencial         | Estil: arquitectura eclèctica                                                         | 41° 22′ 32″ N, 2° 08′ 25″ E / 41.3755184486419°N,2.14024131910811°E                                                                       | bé amb protecció urbanística                                                                      |                                                 | Modifica les dades a Wikidata |
|        | edifici d'habitatges al carrer de Sants, 2-4                             | Sants-Montjuïc Hostafrancs           | edifici residencial         | Estil: arquitectura eclèctica                                                         | 41° 22′ 32″ N, 2° 08′ 26″ E / 41.3754894742985°N,2.14066194067898°E carrer de Sants — 2-4                                                 | bé amb protecció urbanística                                                                      |                                                 | Modifica les dades a Wikidata |
|        | edifici d'habitatges al carrer de Sants, 20                              | Sants-Montjuïc Sants                 | edifici residencial         |                                                                                       | 41° 22′ 32″ N, 2° 08′ 24″ E / 41.3755393504808°N,2.13996949364755°E                                                                       | bé amb protecció urbanística                                                                      |                                                 | Modifica les dades a Wikidata |
|        | edifici d'habitatges al carrer de Sants, 24                              | Sants-Montjuïc Sants                 | edifici residencial         |                                                                                       | 41° 22′ 32″ N, 2° 08′ 24″ E / 41.3755042271774°N,2.13990100452045°E                                                                       | bé amb protecció urbanística                                                                      |                                                 | Modifica les dades a Wikidata |
|        | edifici d'habitatges al carrer de Sants, 30                              | Sants-Montjuïc Sants                 | edifici residencial         |                                                                                       | 41° 22′ 32″ N, 2° 08′ 22″ E / 41.3755337269227°N,2.13943959763395°E                                                                       | bé amb protecció urbanística                                                                      |                                                 | Modifica les dades a Wikidata |
|        | edifici d'habitatges al carrer de Sants, 85-87                           | Sants-Montjuïc Sants                 | edifici residencial         |                                                                                       | 41° 22′ 31″ N, 2° 08′ 11″ E / 41.375185018094°N,2.13643425802068°E                                                                        | bé amb protecció urbanística                                                                      |                                                 | Modifica les dades a Wikidata |
|        | edifici d'habitatges al carrer de Sants, 89                              | Sants-Montjuïc Sants                 | edifici residencial         |                                                                                       | 41° 22′ 30″ N, 2° 08′ 11″ E / 41.3751201093894°N,2.13628657092052°E                                                                       | bé amb protecció urbanística                                                                      |                                                 | Modifica les dades a Wikidata |
|        | edifici d'habitatges al carrer de Sants, 95-97                           | Sants-Montjuïc Sants                 | edifici residencial         | Estil: arquitectura eclèctica                                                         | 41° 22′ 31″ N, 2° 08′ 09″ E / 41.3752149454102°N,2.13578574683739°E                                                                       | bé amb protecció urbanística                                                                      |                                                 | Modifica les dades a Wikidata |
|        | edifici d'habitatges al carrer del Rector Triadó 11                      | Sants-Montjuïc Hostafrancs           | edifici residencial         |                                                                                       | 41° 22′ 32″ N, 2° 08′ 43″ E / 41.3756834394369°N,2.14521235442607°E                                                                       | bé amb protecció urbanística                                                                      |                                                 | Modifica les dades a Wikidata |
|        | edifici d'habitatges carrer Alcolea, 84                                  | Sants-Montjuïc Sants                 | edifici residencial         |                                                                                       | 41° 22′ 45″ N, 2° 08′ 07″ E / 41.3792910950809°N,2.13533686213411°E                                                                       | bé amb elements d'interès bé amb protecció urbanística                                            |                                                 | Modifica les dades a Wikidata |
|        | edifici d'habitatges carrer Vallespir, 76                                | Sants-Montjuïc Sants                 | edifici residencial         | Estil: arquitectura eclèctica                                                         | 41° 22′ 47″ N, 2° 08′ 14″ E / 41.379788579324°N,2.13709105060222°E                                                                        | bé amb elements d'interès bé amb protecció urbanística                                            |                                                 | Modifica les dades a Wikidata |
|        | edifici d'habitatges i construcció industrial a carrer de Sants, 136-140 | Sants-Montjuïc Sants                 | edifici residencial         | Estil: noucentisme                                                                    | 41° 22′ 32″ N, 2° 08′ 03″ E / 41.3756081424009°N,2.13404974876736°E                                                                       | bé amb elements d'interès bé amb protecció urbanística                                            |                                                 | Modifica les dades a Wikidata |
|        | edifici del Carrer Manzanares, 5-9                                       | Barcelona la Bordeta Sants-Montjuïc  | edifici residencial         | Estil: noucentisme arquitectura eclèctica                                             | 41° 22′ 16″ N, 2° 08′ 09″ E / 41.37118911743164°N,2.135922908782959°E ca:Manzanares, 5-9                                                  | bé amb protecció urbanística                                                                      |                                                 | Modifica les dades a Wikidata |
|        | edifici del carrer Sugranyes, 36                                         | Sants-Montjuïc Sants-Badal Barcelona | edifici residencial         | Estil: arquitectura eclèctica                                                         | 41° 22′ 26″ N, 2° 07′ 42″ E / 41.374000549316406°N,2.1283750534057617°E ca:Sugranyes, 36                                                  | bé amb elements d'interès bé amb protecció urbanística                                            |                                                 | Modifica les dades a Wikidata |
|        | edificis d'habitatges al carrer Tenor Masini, 34-38                      | Sants-Montjuïc Sants                 | edifici residencial         |                                                                                       | 41° 22′ 37″ N, 2° 07′ 56″ E / 41.3769614611187°N,2.13219441781025°E                                                                       | bé amb elements d'interès bé amb protecció urbanística                                            |                                                 | Modifica les dades a Wikidata |

## església
| imatge | Nom                                 | Ubicat a              | instància de | Detalls                                                                         | coordenades | Protecció                                              | Commons (més fotos)                           | Dades a WD                    |
| ------ | ----------------------------------- | --------------------- | ------------ | ------------------------------------------------------------------------------- | --- | ------------------------------------------------------ | --------------------------------------------- | ----------------------------- |
|        | Sant Àngel Custodi                  | Barcelona Hostafrancs | església     | Estil: arquitectura eclèctica                                                   | 41° 22′ 28″ N, 2° 08′ 43″ E / 41.3744824983526°N,2.14518683992695°E ca:Vilardell, 50 Barcelona                     | bé amb elements d'interès bé amb protecció urbanística | Església del Sant Àngel Custodi d'Hostafrancs | Modifica les dades a Wikidata |
|        | Santa Maria de Sants                | Sants                 | església     | Estil: arquitectura romànica arquitectura neoclàssica                           | 41° 22′ 28″ N, 2° 08′ 13″ E / 41.3745°N,2.1369°E ca:pl. Bonet i Muixí, 5 Barcelona                                 |                                                        | Santa Maria de Sants                          | Modifica les dades a Wikidata |
|        | capella del Sant Crist de Sants     | Barcelona Sants       | església     |                                                                                 | 41° 22′ 29″ N, 2° 08′ 20″ E / 41.37463°N,2.1388°E ca:carrer Sant Crist                                             |                                                        | Capella del Sant Crist de Sants               | Modifica les dades a Wikidata |
|        | església de Sant Joan Maria Vianney | Sants                 | església     | Anomenat per: Jean-Marie Vianney Dedicat a: Jean-Marie Vianney                  | 41° 22′ 45″ N, 2° 08′ 00″ E / 41.3790959472538°N,2.13335877367477°E ca:Joan Güell, 60-62 i Melcior de Palau, 46-58 |                                                        | Església de Sant Joan Maria Vianney           | Modifica les dades a Wikidata |
|        | església dels Dolors                | Sants-Badal           | església     | Arquitecte: Josep Maria Pericas i Morros Estil: historicisme arquitectònic 1933 | 41° 22′ 30″ N, 2° 07′ 44″ E / 41.375083333333336°N,2.128888888888889°E ca:Begur, 8                                 |                                                        | Església dels Dolors (Sants)                  | Modifica les dades a Wikidata |

## estació de ferrocarril
| imatge | Nom                        | Ubicat a             | instància de                                                     | Detalls                  | coordenades                                                                                     | Protecció | Commons (més fotos)           | Dades a WD                    |
| ------ | -------------------------- | -------------------- | ---------------------------------------------------------------- | ------------------------ | ----------------------------------------------------------------------------------------------- | --------- | ----------------------------- | ----------------------------- |
|        | Bifurcació Riera Blanca    | Barcelona la Bordeta | estació de ferrocarril                                           | 1926                     | 41° 21′ 57″ N, 2° 08′ 03″ E / 41.36588888888889°N,2.1341111111111113°E                          |           |                               | Modifica les dades a Wikidata |
|        | Estació de Barcelona-Sants | Sants                | estació de ferrocarril estació soterrada estació de canvi de via | 1975 Anomenat per: Sants | 41° 22′ 44″ N, 2° 08′ 24″ E / 41.378888888889°N,2.14°E plaça dels Països Catalans — s/n 30 msnm |           | Barcelona-Sants train station | Modifica les dades a Wikidata |
|        | Estació de la Bordeta      | la Bordeta           | estació de ferrocarril                                           | Anomenat per: la Bordeta | 41° 22′ 11″ N, 2° 07′ 49″ E / 41.3698°N,2.13017°E                                               |           |                               | Modifica les dades a Wikidata |

## estació de metro
| imatge | Nom                             | Ubicat a                                             | instància de                                              | Detalls                                       | coordenades                                                                                            | Protecció | Commons (més fotos)                   | Dades a WD                    |
| ------ | ------------------------------- | ---------------------------------------------------- | --------------------------------------------------------- | --------------------------------------------- | --- | --------- | ------------------------------------- | ----------------------------- |
|        | Estació d'Espanya               | Barcelona Montjuïc Hostafrancs Sant Antoni           | estació de metro estació soterrada estació de ferrocarril | 1975 1926-05-27 Anomenat per: plaça d'Espanya | 41° 22′ 30″ N, 2° 08′ 57″ E / 41.375036111111°N,2.1491638888889°E                                      |           | Barcelona Plaça Espanya train station | Modifica les dades a Wikidata |
|        | Estació d'Hostafrancs           | Barcelona Hostafrancs                                | estació de metro estació soterrada                        | Anomenat per: Hostafrancs                     | 41° 22′ 31″ N, 2° 08′ 37″ E / 41.375363888889°N,2.14355°E                                              |           | Hostafrancs metrostation              | Modifica les dades a Wikidata |
|        | Estació de Badal                | Barcelona Sants-Badal                                | estació de metro estació soterrada                        | Anomenat per: Sants-Badal                     | 41° 22′ 32″ N, 2° 07′ 42″ E / 41.37555°N,2.12827°E                                                     |           | Badal metrostation                    | Modifica les dades a Wikidata |
|        | Estació de Bordeta              | la Bordeta                                           | estació de metro estació soterrada                        | Anomenat per: la Bordeta                      | 41° 22′ 20″ N, 2° 07′ 57″ E / 41.372187°N,2.132614°E 41° 22′ 13″ N, 2° 07′ 52″ E / 41.3704°N,2.13117°E |           |                                       | Modifica les dades a Wikidata |
|        | Estació de Magòria - la Campana | Barcelona la Bordeta la Font de la Guatlla           | estació de metro estació soterrada                        | 1997 Anomenat per: Magòria                    | 41° 22′ 03″ N, 2° 08′ 22″ E / 41.3675°N,2.139444°E                                                     |           | Magòria-La Campana train station      | Modifica les dades a Wikidata |
|        | Estació de Mercat Nou           | Barcelona Sants                                      | estació de metro estació en superfície                    | Anomenat per: Mercat de Sants                 | 41° 22′ 24″ N, 2° 08′ 02″ E / 41.373333°N,2.133889°E                                                   |           | Mercat Nou metrostation               | Modifica les dades a Wikidata |
|        | Estació de Plaça de Sants       | Barcelona Sants                                      | estació de metro estació soterrada                        | Anomenat per: plaça de Sants                  | 41° 22′ 32″ N, 2° 08′ 08″ E / 41.375416666667°N,2.1356527777778°E                                      |           | Plaça de Sants metrostation           | Modifica les dades a Wikidata |
|        | Estació de Plaça del Centre     | Barcelona Sants les Corts                            | estació de metro estació soterrada                        | 1975 Anomenat per: plaça del Centre           | 41° 22′ 55″ N, 2° 08′ 09″ E / 41.381888888889°N,2.1358888888889°E plaça del Centre                     |           | Plaça del Centre metrostation         | Modifica les dades a Wikidata |
|        | Estació de Tarragona            | Barcelona Hostafrancs la Nova Esquerra de l'Eixample | estació de metro estació soterrada                        | 1975 Anomenat per: carrer de Tarragona        | 41° 22′ 41″ N, 2° 08′ 44″ E / 41.378172222222°N,2.1455638888889°E                                      |           | Tarragona metrostation                | Modifica les dades a Wikidata |
|        | Sants Estació                   | Barcelona Sants                                      | estació de metro estació soterrada                        | 1975                                          | 41° 22′ 45″ N, 2° 08′ 25″ E / 41.379166666667°N,2.1402777777778°E                                      |           | Sants Estació metrostation            | Modifica les dades a Wikidata |

## estructura arquitectònica
| imatge | Nom                     | Ubicat a                       | instància de                      | Detalls                                            | coordenades                                                                          | Protecció                    | Commons (més fotos) | Dades a WD                    |
| ------ | ----------------------- | ------------------------------ | --------------------------------- | -------------------------------------------------- | ------------------------------------------------------------------------------------ | ---------------------------- | ------------------- | ----------------------------- |
|        | Ateneu Popular de Sants | Barcelona Sants                | estructura arquitectònica         | Arquitecte: Josep Graner i Prat Estil: noucentisme | 41° 22′ 37″ N, 2° 08′ 19″ E / 41.37683868408203°N,2.1386289596557617°E ca:Premià, 15 |                              |                     | Modifica les dades a Wikidata |
|        | Joieria Joan Roé        | Barcelona Sants-Montjuïc Sants | estructura arquitectònica edifici |                                                    | 41° 22′ 31″ N, 2° 08′ 18″ E / 41.37517547607422°N,2.1384644508361816°E ca:Sants, 41  | bé amb protecció urbanística |                     | Modifica les dades a Wikidata |

## font
| imatge | Nom                                 | Ubicat a                            | instància de | Detalls                                                                 | coordenades                                                                    | Protecció                                            | Commons (més fotos)           | Dades a WD                    |
| ------ | ----------------------------------- | ----------------------------------- | ------------ | ----------------------------------------------------------------------- | ------------------------------------------------------------------------------ | ---------------------------------------------------- | ----------------------------- | ----------------------------- |
|        | Font plaça del Fènix                | Barcelona Sants-Montjuïc la Bordeta | font         |                                                                         | 41° 22′ 13″ N, 2° 08′ 05″ E / 41.37026°N,2.13464°E                             | art públic de Barcelona                              | Font plaça del Fènix          | Modifica les dades a Wikidata |
|        | font de la Corporació Metropolitana | Barcelona Sants-Montjuïc Sants      | font         | Creador: Xavier Corberó i Olivella                                      | 41° 22′ 39″ N, 2° 08′ 23″ E / 41.37745°N,2.13961°E                             | art públic de Barcelona                              |                               | Modifica les dades a Wikidata |
|        | font del Ninyu                      | Sants                               | font         | Creador: Agapit Vallmitjana i Barbany 1880                              | 41° 22′ 44″ N, 2° 07′ 57″ E / 41.378902°N,2.132504°E ca:Jardins de Can Mantega | art públic de Barcelona bé amb protecció urbanística | Font del Ninyu                | Modifica les dades a Wikidata |
|        | font del Vell                       | Sants                               | font         | Creador: Damià Campeny i Estrany Estil: neoclassicisme 1818 Llarg: 124m | 41° 22′ 33″ N, 2° 08′ 08″ E / 41.37586°N,2.13546°E ca:Pl. Sants                | art públic de Barcelona                              | Font del Vell (Damià Campeny) | Modifica les dades a Wikidata |

## gratacel
| imatge | Nom                       | Ubicat a              | instància de                   | Detalls | coordenades                                                                                    | Protecció | Commons (més fotos)      | Dades a WD                    |
| ------ | ------------------------- | --------------------- | ------------------------------ | ------- | ---------------------------------------------------------------------------------------------- | --------- | ------------------------ | ----------------------------- |
|        | Torre Allianz (Barcelona) | Hostafrancs           | gratacel                       | 1993    | 41° 22′ 36″ N, 2° 08′ 50″ E / 41.37658078320966°N,2.147108954162437°E ca:Tarragona, 103-115    |           | Torre Allianz, Barcelona | Modifica les dades a Wikidata |
|        | Torre Catalunya           | Hostafrancs           | gratacel edifici d'hotel       | 1977    | 41° 22′ 47″ N, 2° 08′ 33″ E / 41.3797°N,2.1425°E ca:Av. Roma, 2-4 / Plaça dels Paísos Catalans |           | Hotel Torre Catalunya    | Modifica les dades a Wikidata |
|        | Torre Núñez i Navarro     | Barcelona Hostafrancs | gratacel edifici administratiu | 1993    | 41° 22′ 42″ N, 2° 08′ 42″ E / 41.37841033935547°N,2.145068883895874°E ca:Tarragona, 141-157    |           | Torre Núñez y Navarro    | Modifica les dades a Wikidata |

## jardí públic
| imatge | Nom                             | Ubicat a             | instància de | Detalls             | coordenades                                                                    | Protecció | Commons (més fotos)             | Dades a WD                    |
| ------ | ------------------------------- | -------------------- | ------------ | ------------------- | ------------------------------------------------------------------------------ | --------- | ------------------------------- | ----------------------------- |
|        | Jardins de Can Mantega          | Sants                | jardí públic |                     | 41° 22′ 44″ N, 2° 07′ 58″ E / 41.3789397°N,2.1328433°E ca:Joan Güell, 75X      |           | Jardins de Can Mantega          | Modifica les dades a Wikidata |
|        | Jardins de Celestina Vigneaux   | Barcelona la Bordeta | jardí públic |                     | 41° 22′ 17″ N, 2° 08′ 29″ E / 41.371265429527384°N,2.141271829605103°E         |           |                                 | Modifica les dades a Wikidata |
|        | Jardins de Ramon Aramon i Serra | Hostafrancs          | jardí públic | 2015                | 41° 22′ 29″ N, 2° 08′ 48″ E / 41.374606°N,2.146608°E ca:carrer Vidriol, 24     |           | Jardins de Ramon Aramon i Serra | Modifica les dades a Wikidata |
|        | jardins de la Rambla de Sants   | Sants                | jardí públic | Superfície: 31300m² | 41° 22′ 25″ N, 2° 08′ 02″ E / 41.373664°N,2.133901°E ca:Antoni de Capmany, s/n |           | Jardins de la Rambla de Sants   | Modifica les dades a Wikidata |

## masia
| imatge | Nom                                | Ubicat a             | instància de | Detalls                                  | coordenades                                                                          | Protecció                                                               | Commons (més fotos)        | Dades a WD                    |
| ------ | ---------------------------------- | -------------------- | ------------ | ---------------------------------------- | ------------------------------------------------------------------------------------ | ----------------------------------------------------------------------- | -------------------------- | ----------------------------- |
|        | Can Bruixa                         | la Bordeta           | masia        | Estat: en perill                         | 41° 22′ 09″ N, 2° 08′ 07″ E / 41.369297°N,2.135159°E                                 |                                                                         | Can Bruixa                 | Modifica les dades a Wikidata |
|        | Can Cros                           | Sants                | masia        | Estil: arquitectura popular 19th century | 41° 22′ 29″ N, 2° 08′ 16″ E / 41.37477°N,2.13774°E ca:Sant Crist, 58-66 i Cros, 6-10 | bé integrant del patrimoni cultural català bé amb protecció urbanística | Can Cros                   | Modifica les dades a Wikidata |
|        | Can Sala                           | Barcelona la Bordeta | masia        | Estil: arquitectura popular              | 41° 22′ 04″ N, 2° 07′ 56″ E / 41.367668°N,2.132234°E                                 | bé integrant del patrimoni cultural català                              |                            | Modifica les dades a Wikidata |
|        | Can Valent Gran i Can Valent Petit | Barcelona la Bordeta | masia        | Estil: arquitectura popular              |                                                                                      | bé integrant del patrimoni cultural català                              |                            | Modifica les dades a Wikidata |
|        | Torre del Rellotge                 | Sants                | masia        | Estil: arquitectura gòtica               | 41° 22′ 27″ N, 2° 08′ 12″ E / 41.37423°N,2.13673°E ca:Pl. Bonet i Muixí, 3-4 bis     | bé cultural d'interès local                                             | Torre del Rellotge (Sants) | Modifica les dades a Wikidata |

## mercat cobert
| imatge | Nom                  | Ubicat a    | instància de  | Detalls                                                                                   | coordenades | Protecció                   | Commons (més fotos)  | Dades a WD                    |
| ------ | -------------------- | ----------- | ------------- | ----------------------------------------------------------------------------------------- | --- | --------------------------- | -------------------- | ----------------------------- |
|        | Mercat d'Hostafrancs | Hostafrancs | mercat cobert | Arquitecte: Antoni Rovira i Trias Estil: arquitectura del ferro Anomenat per: Hostafrancs | 41° 22′ 31″ N, 2° 08′ 37″ E / 41.3752°N,2.14355°E ca:Creu Coberta, 93, Hostafrancs de Sió, 24, Vilardell, 25 bis, Àliga, 30 | bé cultural d'interès local | Mercat d'Hostafrancs | Modifica les dades a Wikidata |
|        | Mercat de Sants      | Sants       | mercat cobert | Arquitecte: Pere Falqués i Urpí Estil: modernisme català                                  | 41° 22′ 29″ N, 2° 08′ 01″ E / 41.3746°N,2.13358°E ca:Sant Jordi, 6 - Càceres, 1 - Daoiz i Velarde, 10 - Sant Medir, 7       | bé cultural d'interès local | Mercat de Sants      | Modifica les dades a Wikidata |

## mural
| imatge | Nom                                  | Ubicat a                       | instància de | Detalls                                 | coordenades                                                                                 | Protecció               | Commons (més fotos)                    | Dades a WD                    |
| ------ | ------------------------------------ | ------------------------------ | ------------ | --------------------------------------- | ------------------------------------------------------------------------------------------- | ----------------------- | -------------------------------------- | ----------------------------- |
|        | Mural Estació Barcelona-Sants        | Barcelona Sants-Montjuïc Sants | mural        | Creador: Josep Maria Subirachs i Sitjar | 41° 22′ 46″ N, 2° 08′ 28″ E / 41.37938°N,2.14105°E                                          | art públic de Barcelona |                                        | Modifica les dades a Wikidata |
|        | Mural Sants, la Pagesia a les Arrels | Barcelona Sants                | mural        |                                         | 41° 22′ 20″ N, 2° 08′ 01″ E / 41.37235641479492°N,2.1336050033569336°E ca:Riera de Tena, 52 |                         |                                        | Modifica les dades a Wikidata |
|        | Mural de Can Vies                    | Barcelona Sants                | mural        |                                         | 41° 22′ 33″ N, 2° 08′ 05″ E / 41.37576675415039°N,2.134645938873291°E ca:Plaça de Sants     |                         |                                        | Modifica les dades a Wikidata |
|        | Mural del ferrocarril                | Barcelona Sants-Montjuïc Sants | mural        |                                         | 41° 22′ 32″ N, 2° 08′ 06″ E / 41.37562°N,2.13509°E                                          | art públic de Barcelona | Mural del ferrocarril (L. Garciferrer) | Modifica les dades a Wikidata |
|        | Mural dels cercles                   | Barcelona Sants-Montjuïc Sants | mural        |                                         | 41° 22′ 46″ N, 2° 08′ 28″ E / 41.37938°N,2.14105°E                                          | art públic de Barcelona |                                        | Modifica les dades a Wikidata |

## obra escultòrica
| imatge | Nom                                    | Ubicat a                                                      | instància de                   | Detalls | coordenades                                                                                     | Protecció                                            | Commons (més fotos)                                  | Dades a WD                    |
| ------ | -------------------------------------- | ------------------------------------------------------------- | ------------------------------ | --- | ----------------------------------------------------------------------------------------------- | ---------------------------------------------------- | ---------------------------------------------------- | ----------------------------- |
|        | A mossèn Amadeu Oller                  | Barcelona Sants-Montjuïc la Bordeta                           | obra escultòrica               | | 41° 22′ 12″ N, 2° 08′ 16″ E / 41.36992°N,2.13765°E                                              | art públic de Barcelona                              | A mossèn Amadeu Oller                                | Modifica les dades a Wikidata |
|        | Abundantiae                            | Barcelona Sants-Montjuïc Hostafrancs                          | obra escultòrica               | | 41° 22′ 30″ N, 2° 08′ 57″ E / 41.37506°N,2.14915°E                                              | art públic de Barcelona                              | Abundantiae (Miquel i Llucià Oslé)                   | Modifica les dades a Wikidata |
|        | Alto Rhapsody                          | Barcelona Sants-Montjuïc Sants                                | obra escultòrica               | | 41° 22′ 37″ N, 2° 08′ 22″ E / 41.37708°N,2.13958°E                                              | art públic de Barcelona                              | Alto Rhapsody (Anthony Caro)                         | Modifica les dades a Wikidata |
|        | Braser i Victòries                     | Barcelona Sants-Montjuïc Hostafrancs                          | obra escultòrica peveter (foc) | | 41° 22′ 30″ N, 2° 08′ 57″ E / 41.37506°N,2.14915°E                                              | art públic de Barcelona                              | Braser i Victòries (Frederic Llobet)                 | Modifica les dades a Wikidata |
|        | Caravel·la                             | Barcelona Sants-Montjuïc Sants                                | obra escultòrica               | | 41° 22′ 32″ N, 2° 08′ 15″ E / 41.37546°N,2.13743°E ca:Estació de Metro Plaça de Sants           | art públic de Barcelona                              | Caravel·la (Ramon Cuello)                            | Modifica les dades a Wikidata |
|        | Conjunt de l'Estació Sants-Estació     | Barcelona Sants-Montjuïc Sants                                | obra escultòrica               | | Sants Estació                                                                                   | art públic de Barcelona                              | Conjunt de l'Estació Sants-Estació                   | Modifica les dades a Wikidata |
|        | El ciclista                            | Barcelona Sants-Montjuïc Sants                                | obra escultòrica               | | 41° 22′ 31″ N, 2° 08′ 07″ E / 41.37535°N,2.13535°E ca:Plaça de Sants                            | art públic de Barcelona                              | El Ciclista (Jorge José Castillo)                    | Modifica les dades a Wikidata |
|        | El drac                                | Barcelona Sants-Montjuïc Sants                                | obra escultòrica               | | 41° 22′ 44″ N, 2° 08′ 31″ E / 41.37881°N,2.14182°E ca:Interior del Parc de l'Espanya Industrial | art públic de Barcelona                              | El Drac (Andrés Nagel)                               | Modifica les dades a Wikidata |
|        | Els bous de l'abundància               | Sants                                                         | obra escultòrica               | Creador: Antoni Alsina i Amils Estil: noucentisme | 41° 22′ 38″ N, 2° 08′ 28″ E / 41.37716°N,2.14121°E ca:Interior del Parc de l'Espanya Industrial | bé amb protecció urbanística art públic de Barcelona | Els Bous de l'abundància (Antoni Alsina)             | Modifica les dades a Wikidata |
|        | L'ull de ferro                         | Barcelona Sants-Montjuïc Sants                                | obra escultòrica               | Creador: Pedro Delso Rupérez | 41° 22′ 51″ N, 2° 08′ 30″ E / 41.38097°N,2.14168°E                                              | art públic de Barcelona                              | L'ull de ferro (Pedro Delso)                         | Modifica les dades a Wikidata |
|        | Landa V                                | Barcelona Sants-Montjuïc Sants                                | obra escultòrica               | | 41° 22′ 37″ N, 2° 08′ 24″ E / 41.37703°N,2.13987°E                                              | art públic de Barcelona                              | Landa V (Pablo Palazuelo)                            | Modifica les dades a Wikidata |
|        | Mitgera de Sants                       | Barcelona Sants-Montjuïc Sants                                | obra escultòrica               | | 41° 22′ 31″ N, 2° 08′ 08″ E / 41.37526°N,2.13563°E                                              | art públic de Barcelona                              | Mitgera de Sants                                     | Modifica les dades a Wikidata |
|        | Mitgeres del Bestiari                  | Barcelona Sants-Montjuïc la Bordeta                           | obra escultòrica               | | 41° 22′ 10″ N, 2° 08′ 01″ E / 41.369377°N,2.133685°E                                            | art públic de Barcelona                              | Mitgeres del Bestiari                                | Modifica les dades a Wikidata |
|        | Monument als Castellers de Sants       | Barcelona Sants-Montjuïc Sants                                | obra escultòrica               | | 41° 22′ 29″ N, 2° 08′ 12″ E / 41.37464°N,2.13663°E                                              | art públic de Barcelona                              | Monument als Castellers de Sants                     | Modifica les dades a Wikidata |
|        | Navegatio                              | Barcelona Sants-Montjuïc Hostafrancs                          | obra escultòrica               | | 41° 22′ 30″ N, 2° 08′ 57″ E / 41.37506°N,2.14915°E                                              | art públic de Barcelona                              | Navegatio (Miquel i Llucià Oslé)                     | Modifica les dades a Wikidata |
|        | Neptú                                  | Sants                                                         | obra escultòrica               | | 41° 22′ 41″ N, 2° 08′ 29″ E / 41.37806°N,2.14133°E Parc de L’Espanya Industrial                 | bé amb protecció urbanística art públic de Barcelona | Neptú (Parc de l'Espanya Industrial)                 | Modifica les dades a Wikidata |
|        | Rius de l'Atlàntic. Tajo i Guadalquvir | Barcelona Sants-Montjuïc Hostafrancs                          | obra escultòrica               | Creador: Miquel Blay i Fàbregas | 41° 22′ 30″ N, 2° 08′ 57″ E / 41.37506°N,2.14915°E                                              | art públic de Barcelona                              | Rius de l'Atlàntic. Tajo i Guadalquvir (Miquel Blay) | Modifica les dades a Wikidata |
|        | Rius de la Mediterrània. Ebre          | Barcelona Sants-Montjuïc Hostafrancs                          | obra escultòrica               | | 41° 22′ 30″ N, 2° 08′ 57″ E / 41.37506°N,2.14915°E                                              | art públic de Barcelona                              | Rius de la Mediterrània. Ebre (Miquel Blay)          | Modifica les dades a Wikidata |
|        | Rius del Cantàbric                     | Barcelona Sants-Montjuïc Hostafrancs                          | obra escultòrica               | | 41° 22′ 30″ N, 2° 08′ 57″ E / 41.37506°N,2.14915°E                                              | art públic de Barcelona                              | Rius del Cantàbric (Miquel Blay)                     | Modifica les dades a Wikidata |
|        | Salus                                  | Barcelona Sants-Montjuïc Hostafrancs                          | obra escultòrica               | Creador: Miquel Oslé i Sáenz de Medrano Llucià Oslé i Sáenz de Medrano                                                                                    | 41° 22′ 30″ N, 2° 08′ 57″ E / 41.37506°N,2.14915°E                                              | art públic de Barcelona                              | Salus (Miquel i Llucià Oslé)                         | Modifica les dades a Wikidata |
|        | Tors de noia                           | Sants                                                         | obra escultòrica               | | 41° 22′ 38″ N, 2° 08′ 26″ E / 41.37712°N,2.14057°E Parc de L’Espanya Industrial                 | bé amb protecció urbanística art públic de Barcelona |                                                      | Modifica les dades a Wikidata |
|        | Tres boles. Metro L3 Estació Tarragona | Barcelona Eixample la Nova Esquerra de l'Eixample Hostafrancs | obra escultòrica               | | 41° 22′ 41″ N, 2° 08′ 45″ E / 41.378148°N,2.1457833°E                                           | art públic de Barcelona                              | Tres Boles (José Luis Carcedo Vidal)                 | Modifica les dades a Wikidata |
|        | Venus moderna                          | Barcelona Sants-Montjuïc Sants                                | obra escultòrica               | | 41° 22′ 40″ N, 2° 08′ 28″ E / 41.37767°N,2.14098°E Parc de L’Espanya Industrial                 | art públic de Barcelona                              | Venus moderna (Peresejo)                             | Modifica les dades a Wikidata |
|        | font de la Plaça d'Espanya             | Hostafrancs                                                   | obra escultòrica font          | Creador: Josep Maria Jujol i Gibert Miquel Blay i Fàbregas Miquel Oslé i Sáenz de Medrano Llucià Oslé i Sáenz de Medrano Estil: noucentisme 1929 Alt: 25m | 41° 22′ 30″ N, 2° 08′ 57″ E / 41.37503889°N,2.14916111°E ca:Plaça d'Espanya                     | bé cultural d'interès local                          | Font de l'Exposició de 1929                          | Modifica les dades a Wikidata |

## placa commemorativa
| imatge | Nom                                        | Ubicat a        | instància de        | Detalls                          | coordenades                                        | Protecció               | Commons (més fotos) | Dades a WD                    |
| ------ | ------------------------------------------ | --------------- | ------------------- | -------------------------------- | -------------------------------------------------- | ----------------------- | ------------------- | ----------------------------- |
|        | 75 aniversari de la fundació d'ERC         | Barcelona Sants | placa commemorativa |                                  | 41° 22′ 29″ N, 2° 08′ 17″ E / 41.37486°N,2.13804°E | art públic de Barcelona |                     | Modifica les dades a Wikidata |
|        | Aniversari Volta Ciclista a Sants          | Barcelona Sants | placa commemorativa |                                  | 41° 22′ 31″ N, 2° 08′ 07″ E / 41.37533°N,2.13529°E | art públic de Barcelona |                     | Modifica les dades a Wikidata |
|        | Can Vives                                  | Barcelona Sants | placa commemorativa |                                  | 41° 22′ 32″ N, 2° 08′ 14″ E / 41.37549°N,2.13717°E | art públic de Barcelona |                     | Modifica les dades a Wikidata |
|        | Elisa Gisol                                | Barcelona Sants | placa commemorativa |                                  | 41° 22′ 51″ N, 2° 08′ 10″ E / 41.3807°N,2.13615°E  | art públic de Barcelona |                     | Modifica les dades a Wikidata |
|        | Fundació Esquerra Republicana de Catalunya | Barcelona Sants | placa commemorativa |                                  | 41° 22′ 29″ N, 2° 08′ 17″ E / 41.37486°N,2.13804°E | art públic de Barcelona |                     | Modifica les dades a Wikidata |
|        | Homenatge a Pons Cirac                     | Barcelona Sants | placa commemorativa |                                  | 41° 22′ 34″ N, 2° 08′ 18″ E / 41.3761°N,2.13833°E  | art públic de Barcelona |                     | Modifica les dades a Wikidata |
|        | Josep Carreras                             | Sants           | placa commemorativa | Commemora: Josep Carreras i Coll | 41° 22′ 37″ N, 2° 08′ 30″ E / 41.37703°N,2.14161°E | art públic de Barcelona |                     | Modifica les dades a Wikidata |
|        | Josep Carreras                             | Barcelona Sants | placa commemorativa | Commemora: Josep Carreras i Coll | 41° 22′ 34″ N, 2° 08′ 09″ E / 41.3762°N,2.13584°E  | art públic de Barcelona |                     | Modifica les dades a Wikidata |
|        | José Mendoza                               | Barcelona Sants | placa commemorativa |                                  | 41° 22′ 45″ N, 2° 08′ 00″ E / 41.37913°N,2.13332°E | art públic de Barcelona |                     | Modifica les dades a Wikidata |
|        | Núria Feliu                                | Barcelona Sants | placa commemorativa | Commemora: Núria Feliu i Mestres | 41° 22′ 33″ N, 2° 08′ 20″ E / 41.37593°N,2.13896°E | art públic de Barcelona |                     | Modifica les dades a Wikidata |
|        | Ramon Pifarré                              | Barcelona Sants | placa commemorativa |                                  | 41° 22′ 46″ N, 2° 08′ 13″ E / 41.37953°N,2.13694°E | art públic de Barcelona |                     | Modifica les dades a Wikidata |
|        | Tinent Flomesta                            | Barcelona Sants | placa commemorativa |                                  | 41° 22′ 25″ N, 2° 07′ 55″ E / 41.37367°N,2.13208°E | art públic de Barcelona |                     | Modifica les dades a Wikidata |
|        | Xavi Alcaraz                               | Barcelona Sants | placa commemorativa |                                  | 41° 22′ 29″ N, 2° 08′ 11″ E / 41.37461°N,2.13644°E | art públic de Barcelona |                     | Modifica les dades a Wikidata |

## plaça
| imatge | Nom                            | Ubicat a                     | instància de           | Detalls                               | coordenades                                                                            | Protecció                                                          | Commons (més fotos)                    | Dades a WD                    |
| ------ | ------------------------------ | ---------------------------- | ---------------------- | ------------------------------------- | -------------------------------------------------------------------------------------- | ------------------------------------------------------------------ | -------------------------------------- | ----------------------------- |
|        | plaça d'Ibèria                 | Barcelona Sants              | plaça                  | Arquitecte: Magí Rius i Mulet         | 41° 22′ 27″ N, 2° 08′ 14″ E / 41.37411957969502°N,2.1371680498123173°E ca:Plaça Ibèria |                                                                    |                                        | Modifica les dades a Wikidata |
|        | plaça d'Ildefons Cerdà         | la Marina de Port la Bordeta | plaça                  | Anomenat per: Ildefons Cerdà i Sunyer | 41° 21′ 52″ N, 2° 08′ 08″ E / 41.36455°N,2.135606°E                                    |                                                                    | Plaça d'Ildefons Cerdà                 | Modifica les dades a Wikidata |
|        | plaça d'Osca                   | Sants                        | plaça                  | Anomenat per: Osca                    | 41° 22′ 34″ N, 2° 08′ 19″ E / 41.376036111111°N,2.1387°E                               |                                                                    | Plaça d'Osca (Barcelona)               | Modifica les dades a Wikidata |
|        | plaça de Bonet i Muixí         | Sants                        | plaça                  |                                       | 41° 22′ 28″ N, 2° 08′ 12″ E / 41.374483°N,2.136529°E                                   |                                                                    | Plaça de Bonet i Muixí                 | Modifica les dades a Wikidata |
|        | plaça de Cal Muns              | Barcelona la Bordeta         | plaça                  |                                       | 41° 22′ 15″ N, 2° 08′ 20″ E / 41.370866885196186°N,2.138820290565491°E                 |                                                                    |                                        | Modifica les dades a Wikidata |
|        | plaça de Joan Corrades i Bosch | Barcelona Hostafrancs        | plaça                  |                                       | 41° 22′ 23″ N, 2° 08′ 39″ E / 41.37306891274488°N,2.144168615341187°E                  |                                                                    |                                        | Modifica les dades a Wikidata |
|        | plaça de Joan Peiró            | Sants                        | plaça                  | Anomenat per: Joan Peiró i Belis      | 41° 22′ 41″ N, 2° 08′ 19″ E / 41.378055555555555°N,2.138611111111111°E                 |                                                                    | Plaça de Joan Peiró                    | Modifica les dades a Wikidata |
|        | plaça de Sants                 | Sants                        | plaça                  | Anomenat per: Sants                   | 41° 22′ 32″ N, 2° 08′ 07″ E / 41.375647222222°N,2.1353916666667°E                      |                                                                    | Plaça de Sants                         | Modifica les dades a Wikidata |
|        | plaça de la Farga              | Barcelona la Bordeta         | plaça                  |                                       | 41° 22′ 20″ N, 2° 08′ 18″ E / 41.37228392061447°N,2.138299942016602°E                  |                                                                    |                                        | Modifica les dades a Wikidata |
|        | plaça de la Vidriera           | Barcelona la Bordeta         | plaça                  |                                       | 41° 22′ 22″ N, 2° 08′ 28″ E / 41.37282737771367°N,2.1410894393920903°E                 |                                                                    |                                        | Modifica les dades a Wikidata |
|        | plaça del Centre               | Barcelona Sants les Corts    | plaça                  |                                       | 41° 22′ 55″ N, 2° 08′ 09″ E / 41.381851°N,2.135934°E                                   |                                                                    | Plaça del Centre (Barcelona)           | Modifica les dades a Wikidata |
|        | plaça dels Països Catalans     | Sants                        | plaça obra escultòrica | Anomenat per: Països Catalans         | 41° 22′ 48″ N, 2° 08′ 31″ E / 41.37996°N,2.14186°E                                     | bé integrant del patrimoni cultural català art públic de Barcelona | Plaça dels Països Catalans (Barcelona) | Modifica les dades a Wikidata |

## xemeneia de fàbrica
| imatge | Nom                                       | Ubicat a    | instància de        | Detalls | coordenades                                                                            | Protecció                   | Commons (més fotos)      | Dades a WD                    |
| ------ | ----------------------------------------- | ----------- | ------------------- | ------- | -------------------------------------------------------------------------------------- | --------------------------- | ------------------------ | ----------------------------- |
|        | xemeneia de l'antiga Fábrica La Porcelana | Hostafrancs | xemeneia de fàbrica |         | 41° 22′ 23″ N, 2° 08′ 38″ E / 41.372946°N,2.143882°E ca:Plaça de Joan Corrades i Bosch | bé cultural d'interès local | Xemeneia de La Porcelana | Modifica les dades a Wikidata |
|        | xemeneia de la plaça Olivereta            | Sants-Badal | xemeneia de fàbrica |         | 41° 22′ 21″ N, 2° 07′ 45″ E / 41.37262°N,2.12918°E                                     | bé cultural d'interès local | Fàbrica Arañó            | Modifica les dades a Wikidata |

## Misc
| imatge | Nom                                                            | Ubicat a | instància de                                      | Detalls                                                           | coordenades | Protecció                                                               | Commons (més fotos)                                            | Dades a WD                    |
| ------ | -------------------------------------------------------------- | --- | ------------------------------------------------- | ----------------------------------------------------------------- | --- | ----------------------------------------------------------------------- | -------------------------------------------------------------- | ----------------------------- |
|        | Can Batlló                                                     | la Bordeta | recinte edifici industrial                        | Estil: arquitectura eclèctica                                     | 41° 22′ 09″ N, 2° 08′ 14″ E / 41.36921°N,2.13711°E ca:Mossèn Amadeu Oller, 3-41 ca:Gran Via Corts Catalanes, 159-179 ca:Parcerisa, 4-24 ca:Camí de la Cadena, 4-22 | bé cultural d'interès local                                             | Can Batlló (la Bordeta)                                        | Modifica les dades a Wikidata |
|        | Casa Gran                                                      | Sants | bloc de pisos                                     | Arquitecte: Modest Feu i Estrada Estil: arquitectura moderna 1925 | 41° 22′ 41″ N, 2° 07′ 50″ E / 41.378088°N,2.130634°E ca:Rosés, 11-17 ca:Melcior de Palau, 6-12                                                                     | bé amb protecció urbanística                                            | Casa Gran (Sants)                                              | Modifica les dades a Wikidata |
|        | Ciutat de la Justícia de Barcelona i l'Hospitalet de Llobregat | la Bordeta Santa Eulàlia | complex d'edificis palau de justícia              | Arquitecte: David Chipperfield 2002                               | 41° 21′ 51″ N, 2° 07′ 57″ E / 41.364166666667°N,2.1325°E ca:Gran Via de les Corts Catalanes, 111                                                                   |                                                                         | Ciutat de la Justícia de Barcelona i l'Hospitalet de Llobregat | Modifica les dades a Wikidata |
|        | Club Esportiu Mediterrani                                      | Sants-Badal | club esportiu                                     | 1931                                                              | 41° 22′ 24″ N, 2° 07′ 50″ E / 41.373297°N,2.130483°E |                                                                         |                                                                | Modifica les dades a Wikidata |
|        | Estació de la Magòria                                          | la Bordeta | edifici d'estació de ferrocarril Ús: centre cívic | Arquitecte: Josep Domènech i Estapà Estil: modernisme català      | 41° 22′ 12″ N, 2° 08′ 32″ E / 41.370132°N,2.142138°E ca:Gran Via de les Corts Catalanes, 247 i Moianès, 1                                                          | bé cultural d'interès local                                             | Magòria old station                                            | Modifica les dades a Wikidata |
|        | Mil·liari d'Hostafrancs                                        | Barcelona Hostafrancs | fita                                              |                                                                   | 41° 22′ 31″ N, 2° 08′ 41″ E / 41.375155°N,2.144727°E |                                                                         |                                                                | Modifica les dades a Wikidata |
|        | Mural ceràmic                                                  | Barcelona Sants-Montjuïc Sants | mural ceràmic                                     |                                                                   | 41° 22′ 52″ N, 2° 08′ 31″ E / 41.38107°N,2.14196°E | art públic de Barcelona                                                 |                                                                | Modifica les dades a Wikidata |
|        | Parc de L’Espanya Industrial                                   | Sants | parc                                              | Anomenat per: L'Espanya Industrial                                | 41° 22′ 39″ N, 2° 08′ 27″ E / 41.3775°N,2.14083333°E ca:Muntadas, 1-27 / Rector Triadó, 75-79 / Watt, 24-34 / Premià, 46 bis                                       | bé integrant del patrimoni cultural català bé amb protecció urbanística | Parc de l'Espanya Industrial                                   | Modifica les dades a Wikidata |
|        | Porta d'accés al recinte de l'Espanya Industrial               | Sants | element arquitectònic porta                       |                                                                   | 41° 22′ 35″ N, 2° 08′ 26″ E / 41.376525°N,2.140481°E Parc de L’Espanya Industrial                                                                                  | bé amb protecció urbanística                                            | Parc de l'Espanya Industrial                                   | Modifica les dades a Wikidata |
|        | Riera Blanca                                                   | Barcelona Sants-Badal la Maternitat i Sant Ramon l'Hospitalet de Llobregat                                                                                           | curs d'aigua                                      | Desemboca: mar Mediterrània                                       | 41° 22′ 16″ N, 2° 07′ 43″ E / 41.371055555556°N,2.1285055555556°E                                                                                                  |                                                                         |                                                                | Modifica les dades a Wikidata |
|        | Sants Teatre                                                   | Barcelona Sants | teatre                                            |                                                                   | 41° 22′ 28″ N, 2° 08′ 06″ E / 41.3744°N,2.13487°E |                                                                         |                                                                | Modifica les dades a Wikidata |
|        | Seu del Districte de Sants-Montjüic                            | Hostafrancs | seu del govern local                              | Arquitecte: Jaume Gustà i Bondia Estil: arquitectura eclèctica    | 41° 22′ 31″ N, 2° 08′ 32″ E / 41.375362°N,2.142248°E ca:Creu Coberta, 104-106                                                                                      | bé cultural d'interès local                                             | Tinença d'Alcaldia d'Hostafrancs                               | Modifica les dades a Wikidata |
|        | edifici Tarragona                                              | Barcelona Hostafrancs | edifici de gran altura                            | 1998                                                              | 41° 22′ 43″ N, 2° 08′ 40″ E / 41.378722222222°N,2.1444444444444°E carrer de Tarragona — 159-173                                                                    |                                                                         | Torre Tarragona                                                | Modifica les dades a Wikidata |
|        | església de Sant Medir                                         | la Bordeta | església parroquial                               | Arquitecte: Jordi Bonet i Armengol Dedicat a: Sant Medir          | 41° 22′ 11″ N, 2° 08′ 17″ E / 41.369722222222°N,2.1380555555556°E ca:Constitució, 17                                                                               |                                                                         | Església de Sant Medir (Barcelona)                             | Modifica les dades a Wikidata |
|        | la Borda                                                       | la Bordeta | cooperativa d'habitatge edifici residencial       | 2018                                                              | 41° 22′ 10″ N, 2° 08′ 05″ E / 41.36944438888889°N,2.13475°E ca:Carrer de la Constitució, 85-87                                                                     |                                                                         | La Borda                                                       | Modifica les dades a Wikidata |
|        | vestigis del Metro Transversal                                 | Barcelona Eixample l'Hospitalet de Llobregat Sants-Badal la Nova Esquerra de l'Eixample Dreta de l'Eixample Sant Antoni l'Antiga Esquerra de l'Eixample el Poble-sec | mobiliari urbà                                    | Estil: noucentisme                                                | 41° 23′ 21″ N, 2° 10′ 24″ E / 41.3893°N,2.1734°E | bé integrant del patrimoni cultural català                              | Vestigis del Metro Transversal                                 | Modifica les dades a Wikidata |